# Historia Bollschweilu do końca średniowiecza

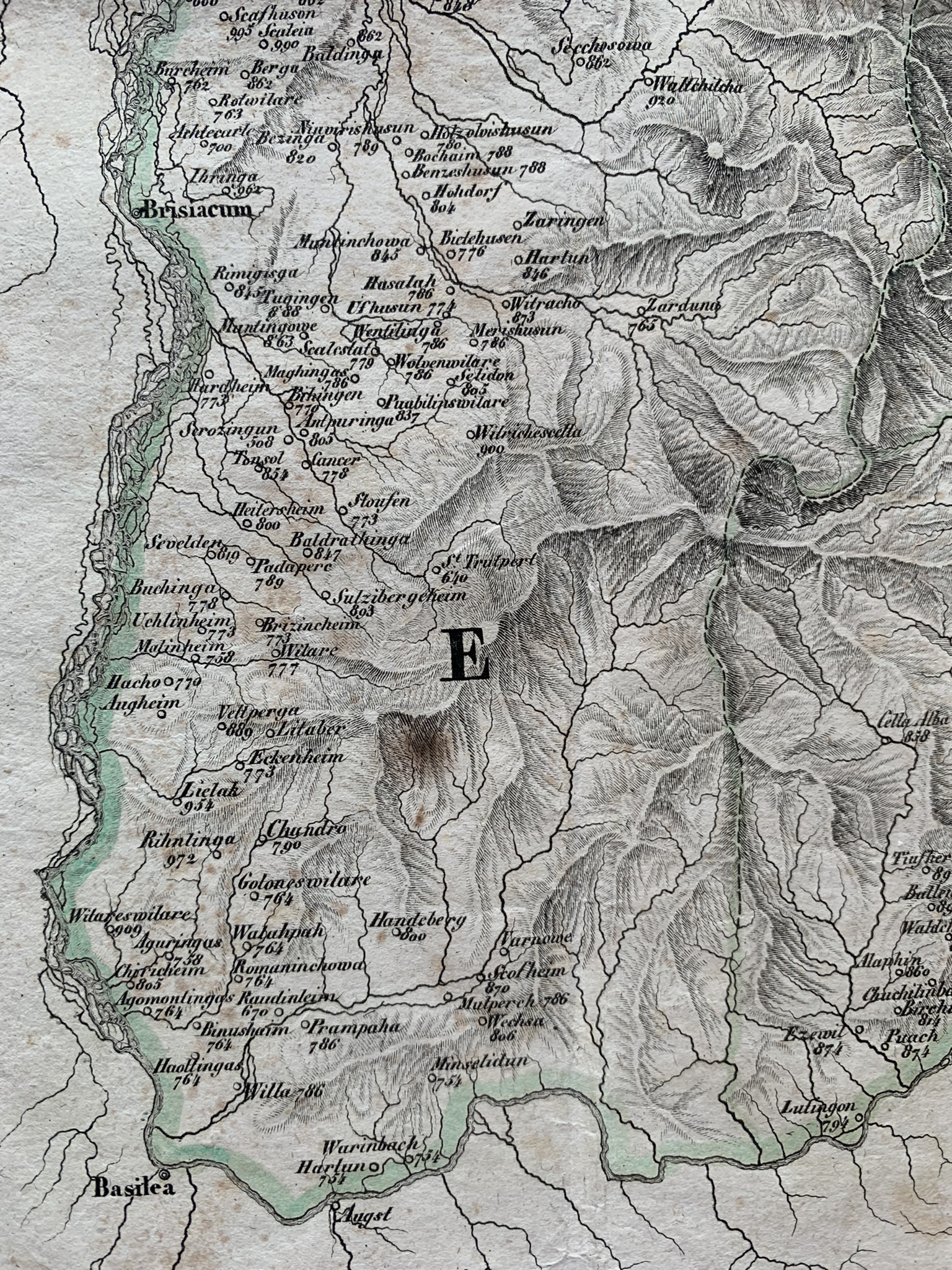
Bryzgowia w czasach Karolingów

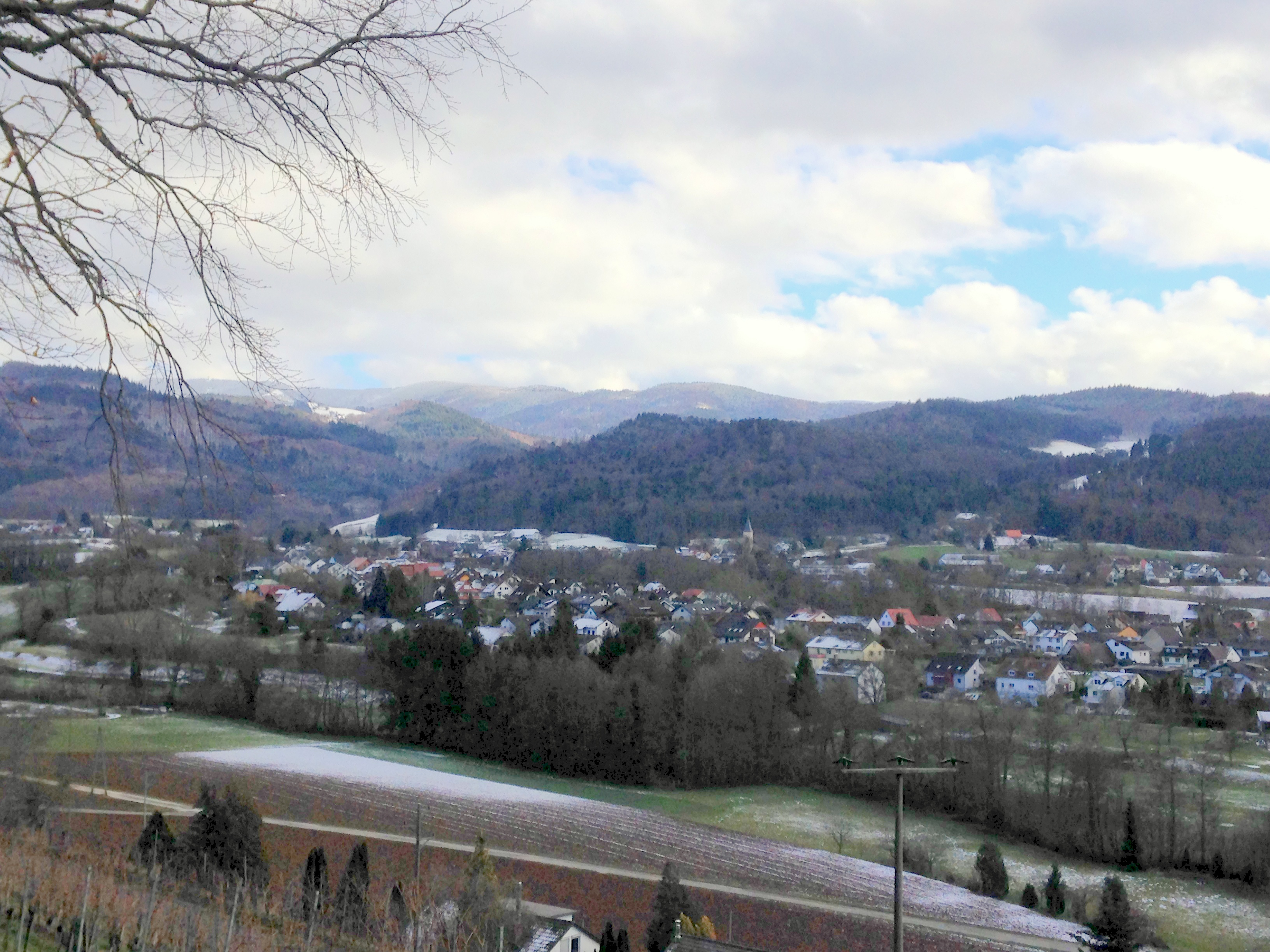
Bollschweil – widok na pn. wschód ku podgórzom Schwarzwaldu; po lewej wylot doliny Möhlintal, w tle masyw Schauinsland

Gmina Bollschweil – obejmuje od 1974 r. w swoich granicach administracyjnych miejscowości Bollschweil i St. Ulrich, a jej dzieje wpisują się w historię lokalną, dotyczącą w najbliższej okolicy dolin Möhlintal, Hexental i Schneckental oraz otaczających je przedgórzy (Schönberg i Batzenberg) i niższych partii Schwarzwaldu, a w szerszej perspektywie regionu Bryzgowia w jego historycznych granicach.
Ślady najwcześniejszej obecności neandertalskich plemion zbieracko-łowieckich pochodzą z wykopalisk archeologicznych w pobliżu Bollschweilu i sąsiadujących gmin (Ehrenkirchen i Ebringen) i datowane są na starszą epokę kamienia ok. 160–40 tys. lat p.n.e. Z tego regionu znane są też ślady kultury magdaleńskiej, których wiek oceniany jest na 18–11 tys. lat. Z pól na wschodzie Bollschweilu pochodzą znaleziska wskazujące na kulturę tardenoską i początki epoki mezolitycznej (9–5,5 tys. lat temu). Z okresu 2500–2000 lat p.n.e., przełomu epok miedzi i brązu, pochodzą wykopaliska z grot Ölbergu na granicy Bollschweilu i Ehrenkirchen. Wykopaliska w gminach wokół Bollschweilu dowodzą zasiedlenia tych terenów przez Celtów, łączonych z kulturami halsztacką i lateńską, od ok. IX w. p.n.e.; oni też zamieszkiwali otoczone wałami osiedla na Schönbergu (opuszczone ok. połowy V w.) i na Kegelriss (wzniesienie w obrębie góry Fohrenberg w pobliżu płd.-zach. granicy Bollschweilu). To drugie było zamieszkałe także w okresie, kiedy Bryzgowia leżała w granicach Cesarstwa Rzymskiego od połowy I do połowy III w. n.e.
Ani z okresu rzymskiego, ani z epoki osiedlania się w Bryzgowii gromad ludów germańskich (np. Alemanów), ani też z czasów frankijskich władców z dynastii merowińskiej nie odnaleziono w najbliższym sąsiedztwie Bollschweilu żadnych śladów archeologicznych.
Pierwsze pisemne wzmianki na temat Bollschweilu i St. Ulrich pochodzą z IX w. i dotyczą własności opactwa Sankt Gallen: akt darowizny z 828 r. dla tego klasztoru terenów w Puabilinswilare – w miejscu utożsamianym przez większość badaczy z późniejszym Bollschweilem, oraz dokument z 859 r., będący aktem wymiany gruntów w górnych partiach doliny rzeki Möhlin na tereny uprawne w dolinie Hexental. W 1087 r. te grunty w Möhlintal przeszły na własność opactwa Cluny i na ich terenie mnich z tego opactwa Ulryk rozpoczął budowę założenia klasztornego według reguły kongregacji kluniackiej, które po jego śmierci (1093 r.) i pochówku w obrębie kościoła stało się lokalnym miejscem kultu jego osoby. Osadę wokół klasztoru, wcześniej zwaną Zell lub Zelle, zaczęto przed połową XIV w. nazywać St. Ulrich. W Bollschweilu, leżącym u wylotu Möhlintal, Ulryk z Cluny założył benedyktyński dom klasztorny dla kobiet, który po ok. 25 latach (w 1115 r.) został przeniesiony do pobliskiego Sölden. Utworzony przez niego w Zell klasztor pod wezwaniem św. Piotra pozostał do początków XIV w. właścicielem znacznych dóbr na terenie Bollschweilu; wójtami tej osady byli grafowie von Urach z Fryburga, a folwarku panowie Staufen.

Pod koniec XIII w. wójtostwo przeszło w ręce możnego rodu Snewlinów, wywodzących się z fryburskiego patrycjatu. Im też w 1325 r. klasztor w Zell odsprzedał swoje prawa do gruntów w Bollschweilu i z gałęzią tego rodu – Snewlin Bernlapp związane były losy wsi przez kolejnych pięć stuleci. Wiadomo, że od samego początku XIV w. mieli oni na jego terenie umocnioną siedzibę, od połowy XV w. poświadczoną jako zamek. Snewlinowie kontrolowali też wydobycie rud metali i wytop srebra w dolinie Möhlintal, gdzie stał zajmowany przez nich zamek Birchiburg. Wskutek zatargów o prawa do handlu srebrem z austriackim namiestnikiem Bryzgowii w końcówce lat 70. XIV w. Birchiburg został w trakcie zbrojnej napaści zniszczony, a wydobycie rud metali ustało w połowie XV w. Z oryginalnych zabudowań klasztoru i kościoła w St. Ulrich po pożarach w XV w. nie zachowało się nic oprócz gotyckiej kamiennej figury Madonny z Dzieciątkiem oraz XI-wiecznej kamiennej misy z rzeźbionym obrzeżem o nieustalonym jednoznacznie przeznaczeniu, prawdopodobnie chrzcielnicy. Również z otoczonego fosą zamku Snewlinów, po jego zburzeniu w trakcie powstań chłopskich w 1525 r., nie zachowały się żadne znaczące fragmenty.

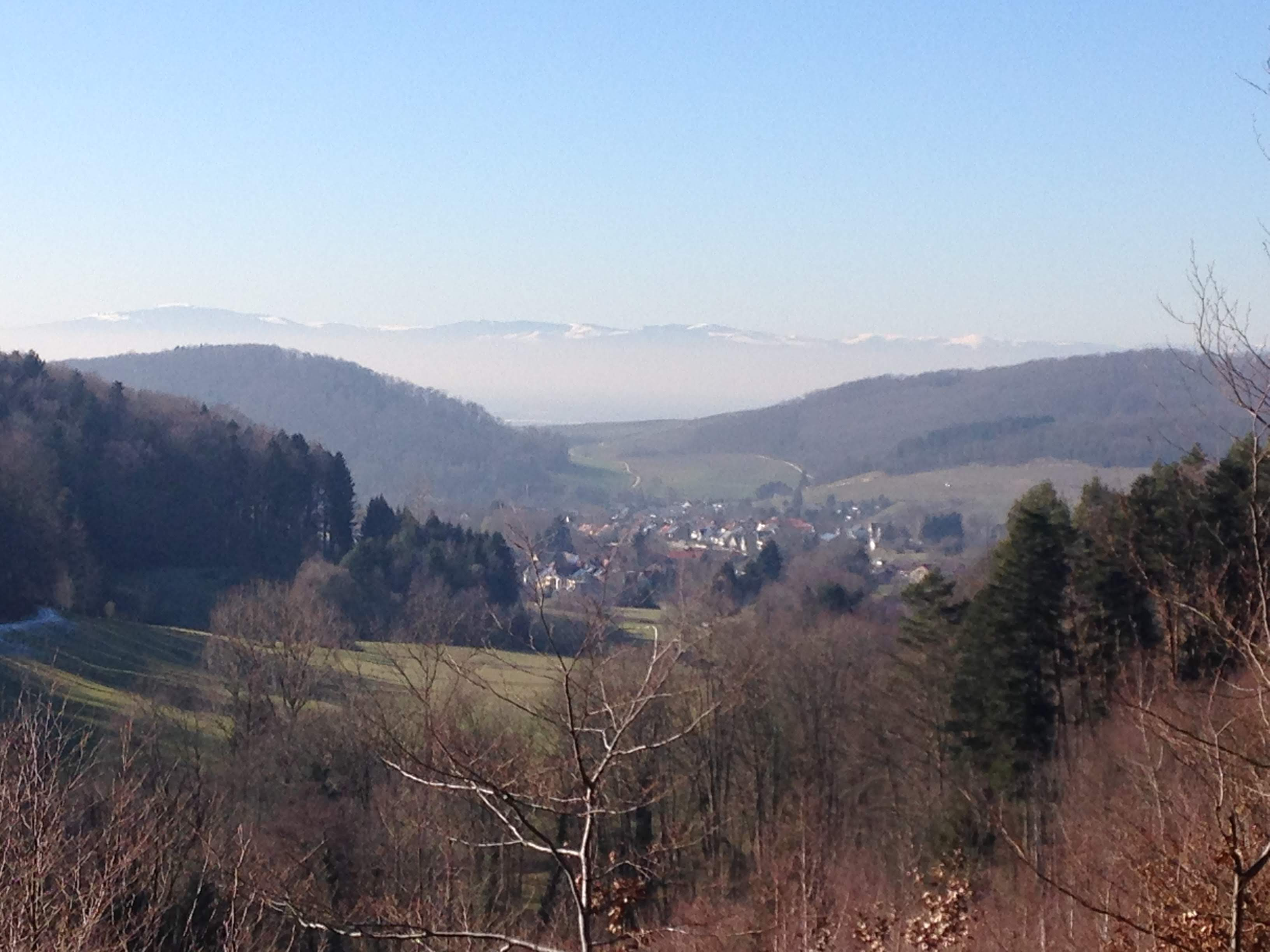
Bollschweil – widok na zachód ku wzgórzom Ölberg po lewej oraz Urberg i niższy Steinberg po prawej, w tle Wogezy

## Okresy prehistoryczny i starożytny

### Paleolit środkowy
Najwcześniejsze ślady ludzkiej obecności w okolicach Bollschweilu, odkryte i zbadane przez archeologów do końca XX w., sięgają środkowego paleolitu i późniejszej części zlodowacenia Riss. Stanowiska znalezisk znajdowały się na terenie kamieniołomu w dolinie Allental i na wzgórzu Steinberg (obie lokalizacje w granicach gminy Bollschweil) oraz w pieczarach na wschodnim zboczu Ölbergu (415 m), leżącym na granicy między gminami Bollschweil i Ehrenkirchen. Wzgórza Steinberg i Ölberg są południowymi krańcami masywu Schönbergu (644 m), należącego do przedgórzy (Vorbergzone) Schwarzwaldu. Odkryć w wyrobiskach kamieniołomu w Bollschweil-Ellighofen w 1995 r. dokonało dwóch paleontologów amatorów, późniejsze prace prowadzone były przez zespoły akademickie. Ich znaleziska – liczne fragmenty kości zwierzęcych, w tym cios mamuta, i kilka artefaktów datowanych na przedział ok. 160–120 tys. lat temu – wzbogaciło w 1998 r. wyjątkowo cenne znalezisko doskonale zachowanego pięściaka. To stanowisko archeologiczne w Bollschweilu uznawana jest za wyjątkowe w tej części Niemiec za względu zarówno na kości mamutów, jak i dowody zamieszkiwania tego terenu przez neandertalczyków. Inne ślady działalności człowieka na tych terenach odkryto na południowy wschód od sąsiadującego z Bollschweilem Ehrenstetten (gmina Ehrenkirchen) oraz na zachodniej flance Schönbergu w pobliżu Ebringen. Znalezione artefakty (patrz zestawienie Znaleziska archeologiczne poniżej) były wytworzone przez neandertalczyków (Homo sapiens neanderthalensis), gatunek człowieka dobrze dostosowany do panującego w tamtym okresie surowszego klimatu – w starszej epoce kamienia miały miejsce zmiany klimatyczne obejmujące okresy lodowcowe i ocieplenia (interglacjały). W trakcie zlodowacenia alpejskiego Riss (200–130 tys. lat temu) lodowcami pokryte były szczyty i doliny Scharzwaldu od wysokości ok. 750–800 m n.p.m., natomiast wzniesienia przedgórzy Schwarzwaldu otaczające Bollschweil na zachodzie, dolina Hexental i niżej położone obszary Niziny Górnoreńskiej były wolne od lodu i porośnięte tundrą. Fragmenty kości żyjących wówczas zwierząt (mamutów, nosorożców włochatych, dzikie gatunki koni i wołowatych) znaleziono na terenie kamieniołomu w dolinie Allental, a analizy ESR wykazały ich pochodzenie z późniejszej fazy przedostatniego zlodowacenia. Artefakty znalezione w kamieniołomie w Ellighofen, jak i inne w rejonie Schönbergu potwierdzają, że ten rejon był zamieszkały przez neandertalczyków w okresie ok. 160–40 tys. lat p.n.e.

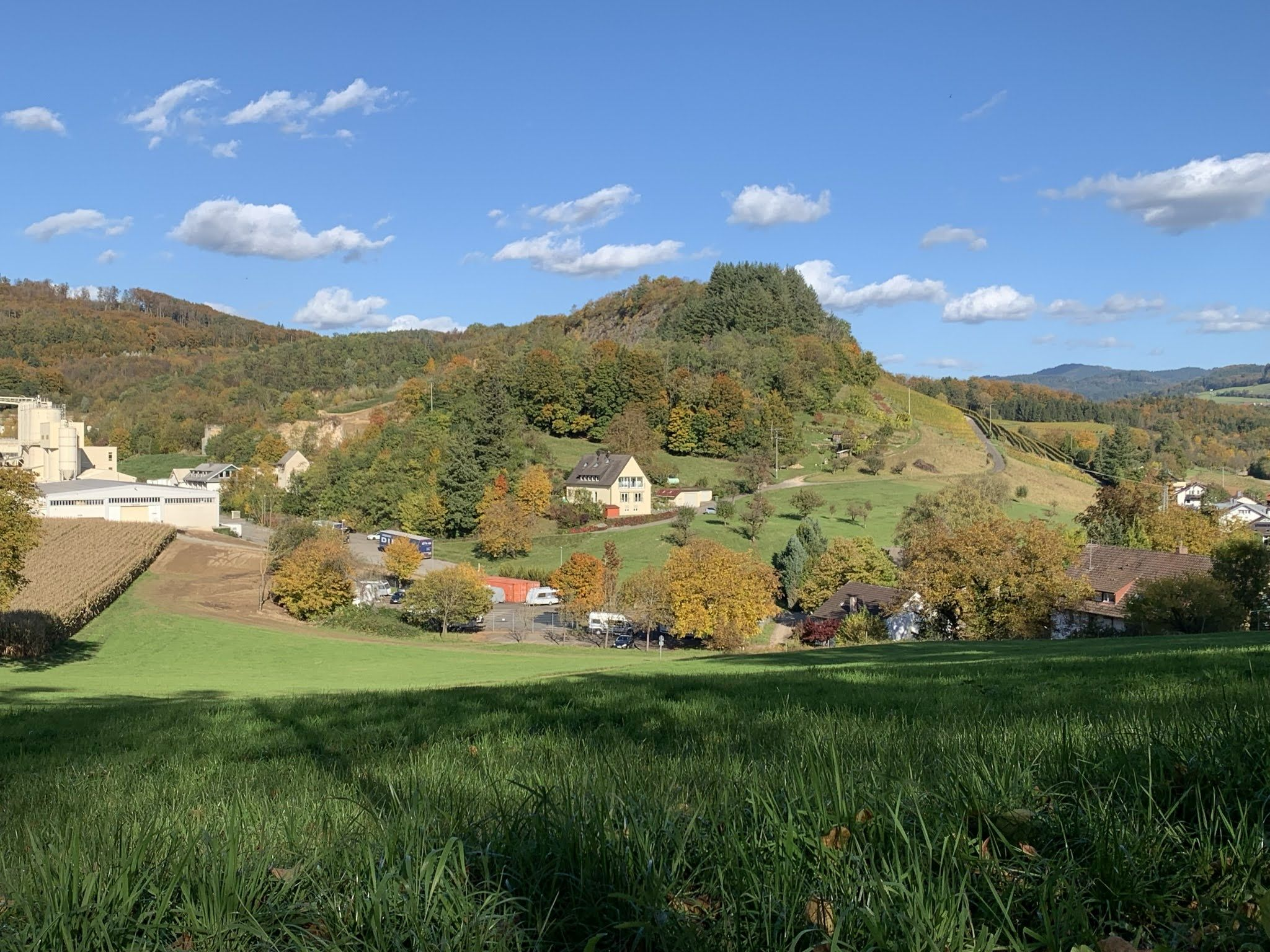
Dolina Allental i kamieniołom, po prawej wzgórze Steinberg z winnicami Bollschweilu

### Paleolit górny

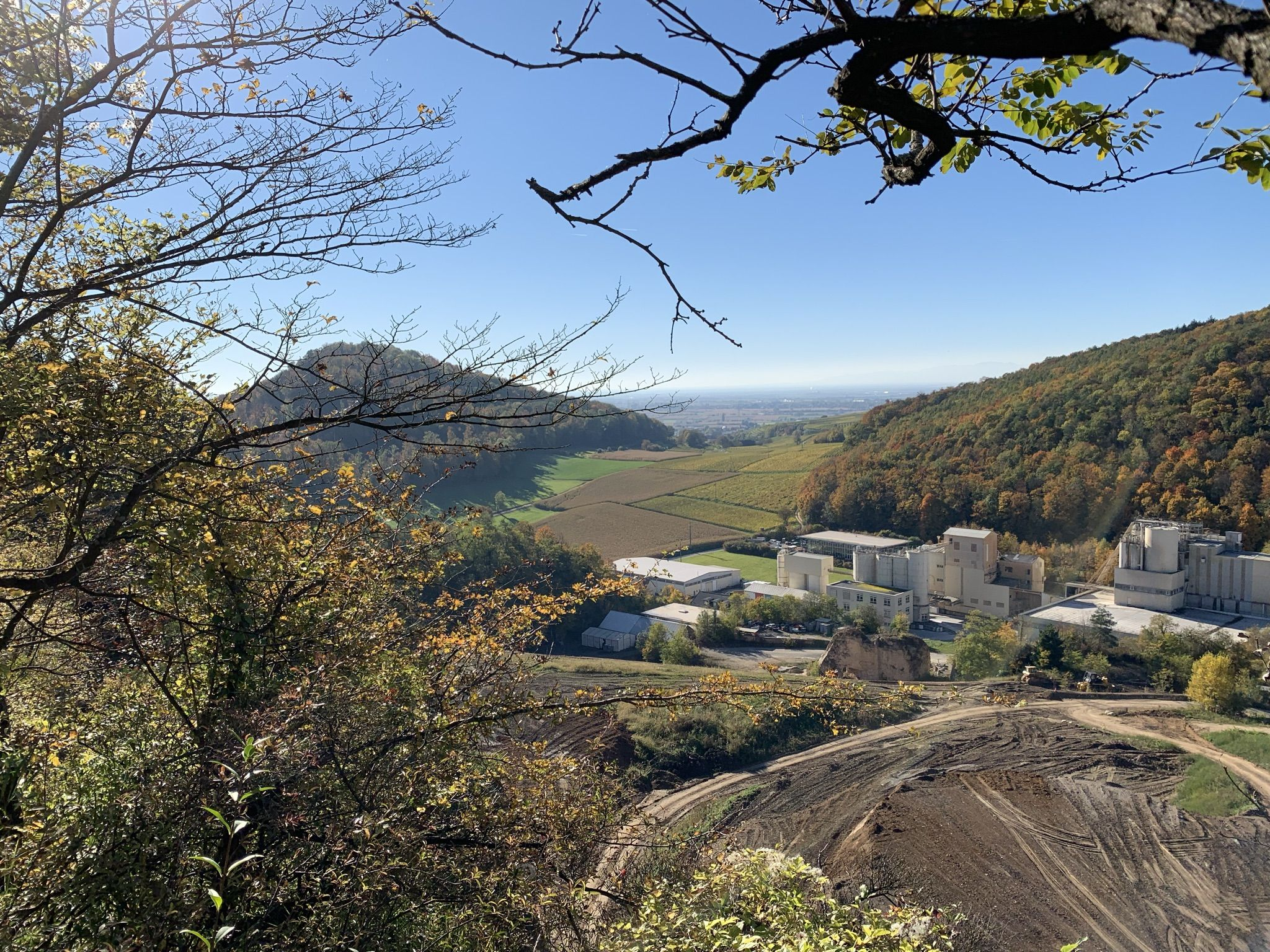
Kamieniołom w dolinie Allental, po lewej Ölberg od północy

Z początków górnego paleolitu, ok. 35 tys. lat temu, kiedy na terenie Europy pojawił się człowiek rozumny (Homo sapiens sapiens), brak dotychczas w okolicy Bollschweilu liczniejszych znalezisk. W trakcie maksymalnej fazy zlodowacenia alpejskiego Würm, 20–18 tys. lat temu, dominujący nad doliną Hexental masyw Schauinsland pokrywały lodowce; jego zachodnią flanką, gdzie mają źródła przepływająca przez Bollschweil Möhlin i jej główny dopływ Neumagen, lodowce schodziły w dolinę Münstertal (Spielweg) do wysokości ok. 500 m n.p.m., a ślady obecności lodowca w najwyższej partii doliny rzeki Möhlin (w rejonie Kaltwasser) znaleziono na wysokości 1000–870 m n.p.m.

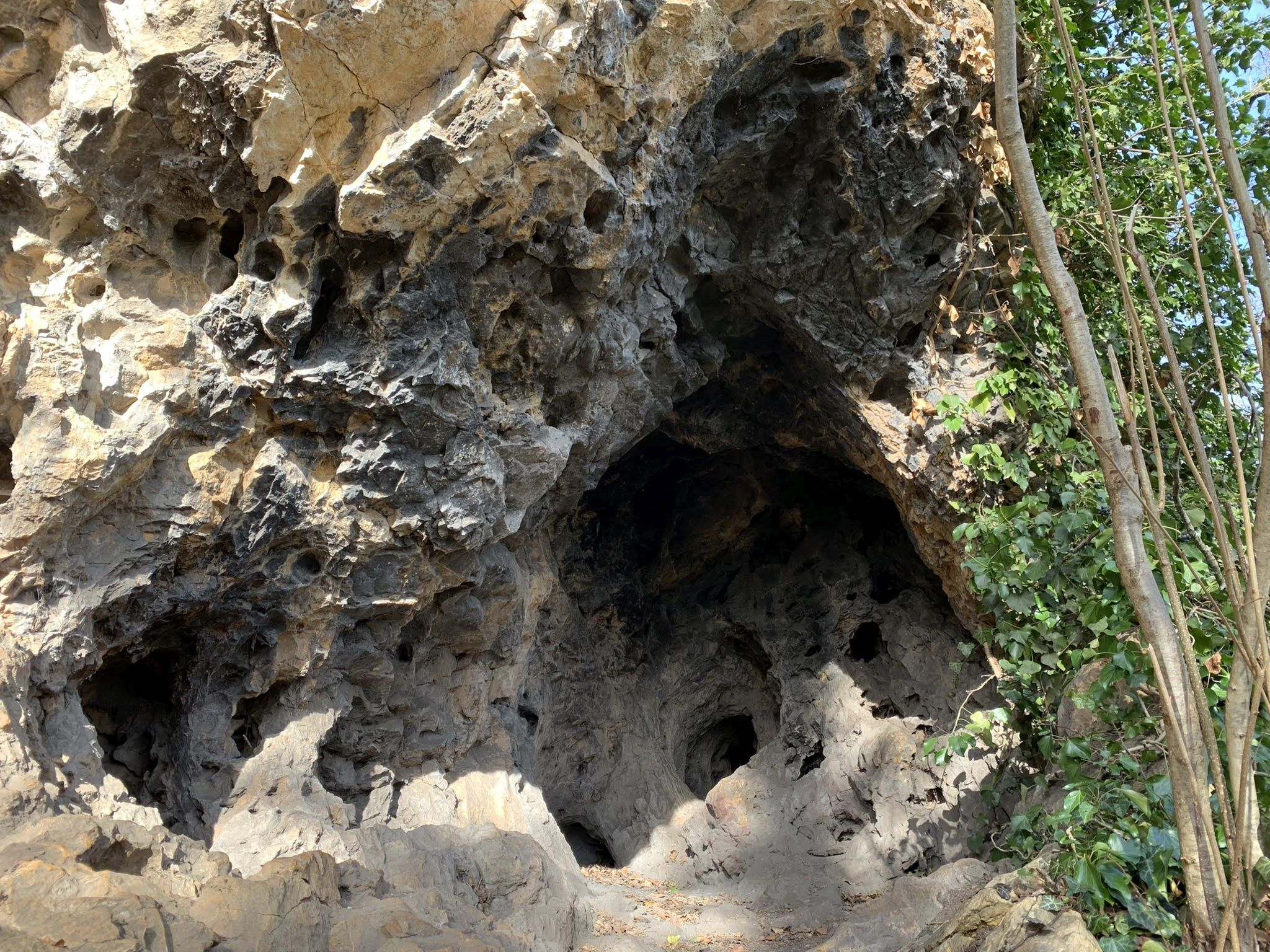
Wylot jaskini Ölberggrotte na połud.-zach. stoku Ölbergu

Na południowo-wschodniej stronie Ölbergu, w pasie skał jurajskich (Hauptrogenstein – formacja litostratygraficzna jury środkowej), znajdują się cztery płytkie groty, o których przypuszcza się, że oferowały paleolitycznym myśliwym schronienie w pobliżu punktu obserwacyjnego, jakim były partie szczytowe Ölbergu, wówczas nieporośnięte lasem. Jedna z tych jaskiń, Ölberggrotte, i tereny bezpośrednio z nią sąsiadujące dostarczyły źródeł archeologicznych dokumentujących przebywanie tam gromad ludzi zaliczanych do kultury magdaleńskiej. Grota ta, choć niewielkich rozmiarów (ok. 10 m²), okazała się bogata w wykopaliska: pośród prawie 3,5 tys. odnalezionych elementów krzemiennych znajdują się m.in. tylczaki łukowe oraz proste ostrza, drapacze, rylce, a także wyroby ze zwierzęcych kości i rogów. Polowano na renifery tundrowe, koziorożce, zające bielaki i in., a próbki resztek zwierzęcych z tej groty badane metodą datowania radiowęglowego wykazały ich wiek jako 13 do 12 tys. lat. Niewykluczone, że groty na Ölbergu zajmowane były, przynajmniej czasowo, także w zimie.
W połowie lat 60. XX wieku natknięto się na Steinbergu na wysokości ok. 380 m n.p.m. na kolejne artefakty klasyfikowane jako należące prawdopodobnie do kultury magdaleńskiej. Badanie archeologiczne nie przyniosło znaczniejszych odkryć, gdyż obszar ten był już objęty działalnością wydobywczą kamieniołomu. Ocalone narzędzia krzemienne wykazują podobieństwa do tych z Ölberggrotte, ale i różnice; także ich datowanie nie jest całkowicie pewne.

### Mezolit

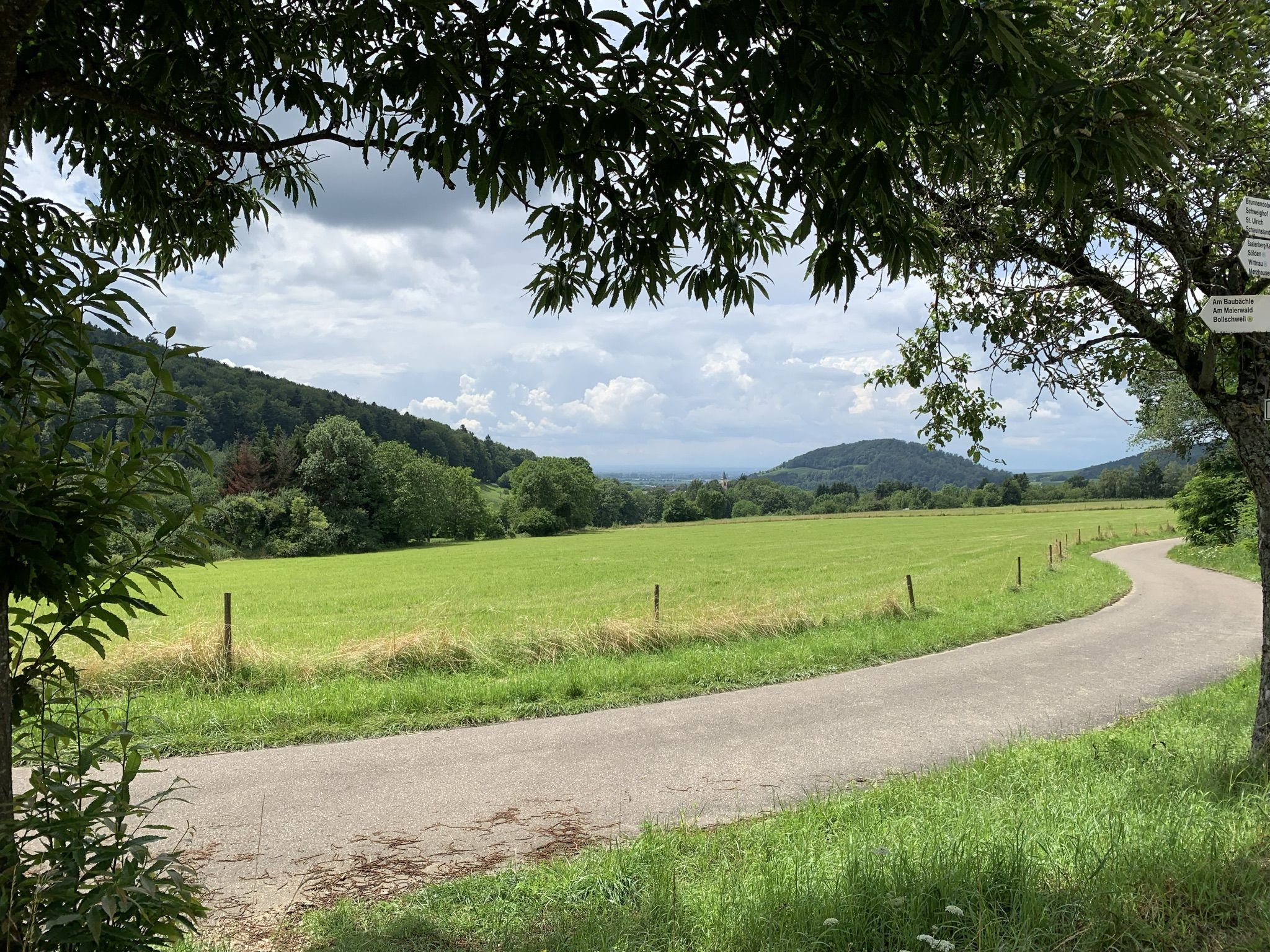
Pole Erlen na wschodnim skraju Bollschweilu, w dali kopuła Ölbergu

Ludzie epoki mezolitycznej (9-8–5,5 tys. lat temu) nadal uprawiali gospodarkę łowiecko-zbieracką podobnie jak wcześniejsze gromady paleolityczne, ale z postępującym ociepleniem klimatu przystosowali się do bytowania w nowych warunkach naturalnych; wszelkie te zmiany zachodziły bardzo powoli. Zwarte formacje leśne zastępowały stepy i tundrę, których naturalna fauna (mamuty, renifery, suhaki) ustępowała miejsca mniejszym zwierzętom (jelenie, sarny, dziki). Przybyły takie źródła pokarmu jak orzechy grzyby czy jagody. Zmiany w broni łowieckiej – pojawienie się mniejszych rozmiarami mikrolitów – wynikały zapewne także z coraz mniejszej dostępności krzemienia wskutek porastania lasem wcześniejszych terenów jego zdobywania. Dokonane przez O. Vogelgesanga przed II wojną światową odkrycia na polach Erlen (Kupferäcker) na wschodnim skraju Bollschweilu (w pobliżu wylotu doliny rzeki Möhlin) przyniosły zbiór narzędzi krzemiennych wyznaczających – według ich badacza – „zapewne najbogatsze stanowisko [mezolityczne] w całej Bryzgowii”. Dzięki analizie poszczególnych znalezisk, materiału, z jakiego je wytworzono, metody obróbki i zastosowania, ustalił, że pochodzą z trzech następujących po sobie okresów: od schyłkowego paleolitu, przez wczesny i środkowy okres tardenoski, aż po pierwsze objawy bardziej rozwiniętej kultury neolitycznej. Stratygraficzne ustalenia były niemożliwe, ponieważ Vogelgesang dokonał wszystkich swoich znalezisk na regularnie uprawianych polach, ale nie ulegało dla niego wątpliwości, że odkryte przez niego ślady niewielkich osad mezolitycznych dowodzą wraz ze wcześniejszymi okryciami na zboczu Ölbergu tego, że ten odcinek doliny zamieszkiwali ludzie co najmniej pięciu kręgów kulturowych od ponad siedmiu tysięcy lat. Także nowsze badania wskazują na możliwość potwierdzenia mezolitycznego pochodzenia znalezisk na południe od masywu Schönbergu. Stanowiska na Steinbergu badane w latach 60. XX w. nie ujawniły typowych dla mezolitu mikrolitów.

### Neolit
Za początek młodszej epoki kamienia na południu Niemiec przyjmuje się 6. tysiąclecie p.n.e., okres znacznego ocieplenia klimatu i przybywania w te rejony gromad z Bałkanów i znad Dunaju, którym znana już była uprawa ziemi. Obok przybyszy ze wschodu, zaliczanych do kultury ceramiki wstęgowej, pojawiają się równocześnie nieliczne grupy z zachodniej części basenu śródziemnomorskiego. Z nich wyłaniają się pierwsze społeczności uprawiające przede wszystkim gospodarkę rolniczo-hodowlaną. W tym rejonie górnego Renu znalazły one obok sprzyjających warunków klimatycznych przede wszystkim wyjątkowo żyzne i łatwe w uprawie gleby lessowe.

#### Neolit środkowy i późny

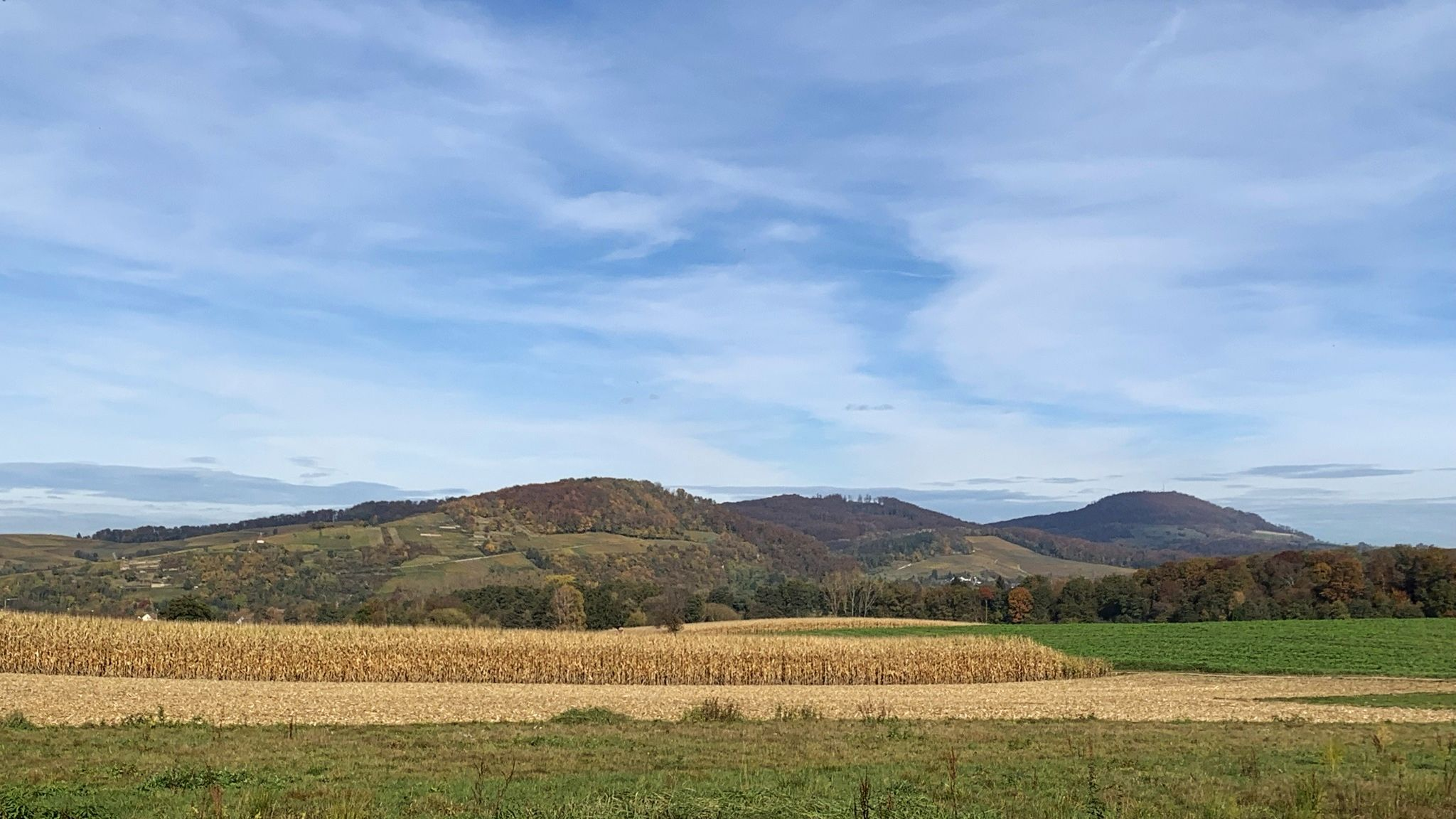
Masyw Schönbergu od lewej: Ölberg i część Ehrenstetten, Hohfirst i poniżej Steinberg, główne wzniesienie Schönbergu z wieżą TV

Najbliższe Bollschweilu znaleziska potwierdzające zamieszkiwanie tego regionu przez społeczności neolityczne pochodzą przeważnie z partii szczytowych i przyszczytowych Schönbergu. Odkryto na wypłaszczonym terenie szczytowym uznawaną za najstarszą w Bryzgowii (z dotychczas odkrytych) osadę wzniesioną na kulminacji wzniesienia (tzw. Höhensiedlung). Pośród znalezisk są też fragmenty ceramiki łączonej z kulturą Rössen (znaleziska w Ebringen) i bezpośrednio po niej następującą, choć o mniejszym zasięgu, kulturą Bischheim. Z tego samego rejonu pochodzą znaleziska datowane na ok. 3900 lat p.n.e., wśród których były fragmenty różnego typu naczyń ceramicznych, w tym gliniane płytki do wypieku placków zbożowych ze śladami plew pszenicy samopszy i jęczmienia. Znalezione tam narzędzia kamienne wytworzono z materiałów pochodzących, jak się przypuszcza, z okolic Bollschweilu i Sölden. Te i wiele innych znalezisk potwierdzają wyjątkową w tamtym okresie pozycję Schönbergu jako miejsca neolitycznej osady na wzgórzu, podobnej do tych na pobliskich wzniesieniach Schlossberg (Staufen) czy Kastelberg (Ballrechten-Dottingen), a także Auf dem Berg (Munzingen) i Schlatter Berg (Bad Krozingen), by wymienić te w najbliższej okolicy Bollschweilu. Ze znaleziskami koło Munzingen u podnóża Tunibergu łączona jest nazwa „kultury z Munzingen” (Munzinger Kultur) lub włączane są one w szerszy krąg kultury michelsberskiej.

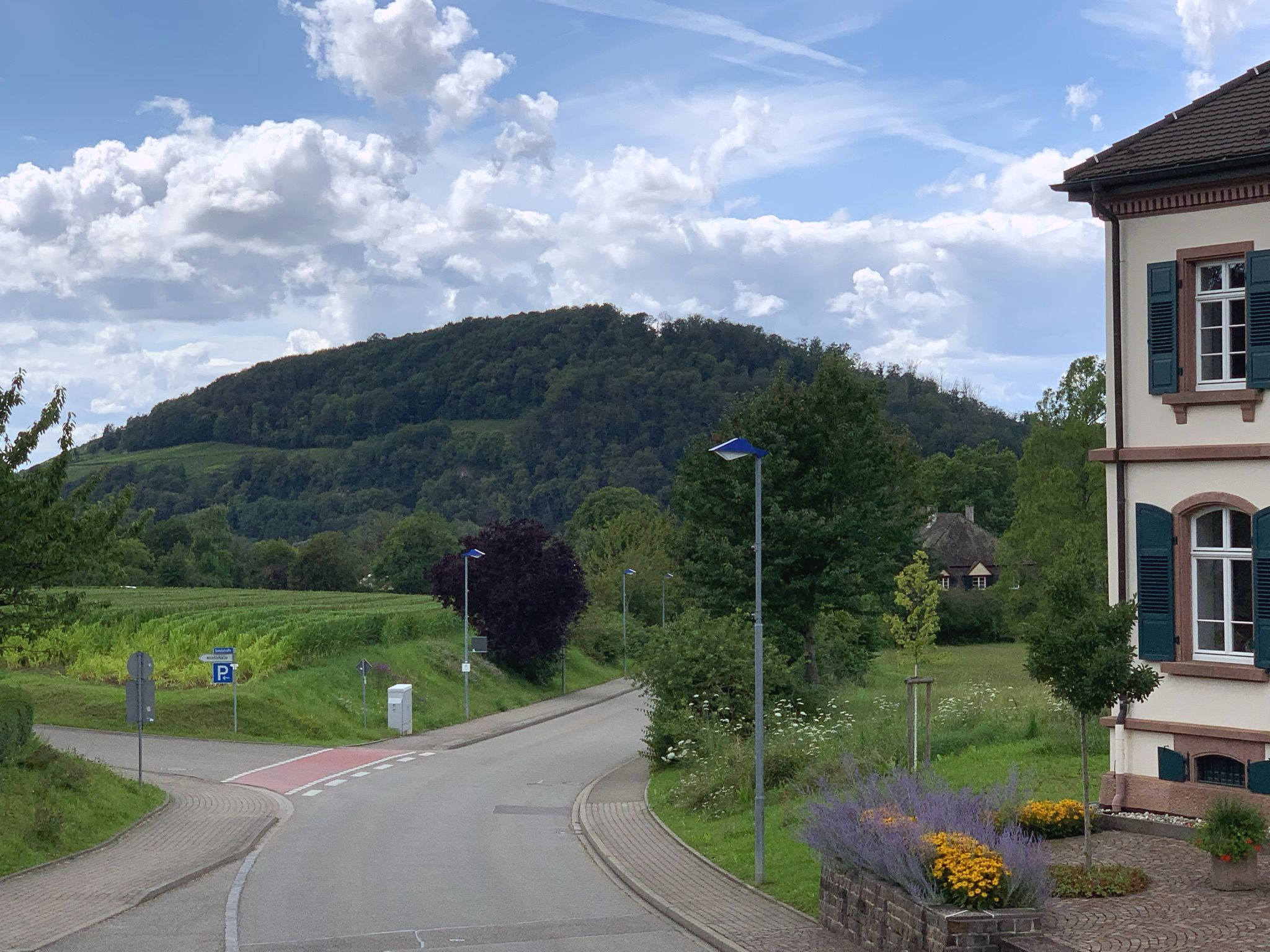
Ölberg u wylotu doliny Hexental w kierunku Ehrenkirchen; Hexentalstrasse, główna ulica Bollschweilu, po prawej budynek rady gminnej, w głębi za drzewami pałacyk Schloss Bollschweil

#### Neolit schyłkowy (chalkolit)
Znaleziska z epoki miedzi na Ölbergu, liczne i zróżnicowane, to przeważnie fragmenty ceramiki. Część z nich pozbawiona jest ozdób i datowana na koniec epoki miedzi lub początek epoki brązu; są wśród nich także fragmenty wskazujące na przynależność do kręgu kultury pucharów dzwonowatych (2500–2000 lat p.n.e.). Ponadto do znalezisk z neolitu schyłkowego na Ölbergu zaliczane są krzemienne odłupki, ostrza i drapacze. (Podobnie datowanych jest kilka znalezisk na Schönbergu, np. krzemienne groty strzał.) Co prawda położenie znalezisk na Ölbergu mogłoby wskazywać na istnienie w tamtym okresie osady wokół jego wierzchołka, ale pozostaje to kwestią interpretacji, gdyż otaczające go od zachodu i północy wały ziemne nie zostały jeszcze jednoznacznie datowane.

### Epoka brązu
Przynależność znalezisk ceramicznych w kilku miejscach na Kaiserstuhlu i w regionie Markgräflerland, a także na Ölbergu i Schönbergu, raczej do starszej epoki brązu (ok. 2100–1700 lat p.n.e.) niż do schyłkowego neolitu nie jest jednoznacznie stwierdzona, ale wielce prawdopodobna; podkreślana jest istotność dalszych wykopalisk i badań. Na Schönbergu znaleziono także dwa artefakty z brązu (szpila i grot strzały) i datowano je na wczesny okres kultur pól popielnicowych. Szeroko rozpowszechniona w południowej części Rowu Górnoreńskiego (Oberrheingraben) i stosunkowo jednolita kultura pól popielnicowych (1200–700 lat p.n.e.) powstała poprzez wpływy z rejonu Półwyspu Bałkańskiego, wyróżniające się swoistym stylem obrządku pogrzebowego – ciałopaleniem i pochówkiem popielnicowym. Ślady archeologiczne w tym rejonie, wyjątkowo intensywnie rolniczo wykorzystywanym i przekształcanym, są rzadkie; nie odnaleziono jak dotąd żadnych cmentarzysk popielnicowych, jedynie pojedyncze groby (najbliższy Bollschweilu w Kirchhofen, gmina Ehrenkirchen). Fragmenty ceramiki znalezione na płaskim wierzchołku Schönbergu przy okazji budowy masztu telewizyjnego w 1969 r. zakwalifikowano jako należące do kręgu tych kultur lub być może już do kultury halsztackiej. Umiejętność obróbki miedzi i wytwarzania przedmiotów z brązu, wniesiona przez grupy wędrujące ze wschodu, prowadziła do dalszej specjalizacji wytwórczości (np. wytop metali, produkcja ceramiki, rolnictwo), a dalej do rozwarstwienia społeczności i powstawania warstwy wyższej. Dowodem jej uprzywilejowanego statusu był ryt grzebania zmarłych z bogatymi darami w ziemnych kurhanach. Przeważająca część ludności zamieszkiwała żyzne równiny, zazwyczaj w pobliżu cieków wodnych, ze wzrostem stanu liczebnego osad przenosząc się na wyższe i odleglejsze tereny. Równocześnie rosło znaczenie obwarowanych wałami osad na wierzchołkach wzniesień (np. Schönberg, Schlatter Berg), pełniących zapewne funkcje centralne czy sterujące, a których znaczenie miało wzrosnąć z kolejnych okresach. Powierzchnia osady na płaskim wierzchołku Schönbergu obwiedziona wałem ziemnym wynosi prawie 5 hektarów, uznaje się jednak za pewne, że jej mieszkańcy zaopatrywali się w produkty rolne na niżej położonych terenach.

### Epoka żelaza

#### Okres halsztacki
Umiejętność wyrabiania przedmiotów z żelaza pojawiła się na południu Niemiec wraz z kulturą halsztacką między VIII/VII a V w. p.n.e., co prowadziło do znaczących zmian zarówno w zakresie gospodarki, jak i struktur społecznych. Zapoczątkowane w okresie kultury pól popielnicowych rozwarstwienie społeczności plemiennych umocniło w kolejnych stuleciach podział na ludność rolniczą na równinach i grupy o wyższym statusie zamieszkujące umocnione osady na wzniesieniach. W takich osadach skupiały się wytwórczość rzemieślnicza i handel, a ten sięgał w coraz dalsze rejony, nawet do Grecji. U greckich pisarzy pojawiły się pierwsze wzmianki o ówczesnych mieszkańcach tych terenów, których Grecy nazywali Keltoí – Celtowie. W pobliżu osady na wzgórzu Schlatter Berg stwierdzono istnienie cmentarzyska halsztackiego (zwanego w literaturze przedmiotu Hunnenbucke), a w warstwie pochówku ślady żużlu zawierającego żelazo, co świadczy nie tylko o umiejętności wytopu żelaza, ale i o znaczeniu tego metalu dla ówczesnej ludności. Od ok. połowy V w. p.n.e. osiedla na wzniesieniach tracą z niewyjaśnionych dotąd jednoznacznie przyczyn na znaczeniu, być może za sprawą ekspansji Celtów w rejon śródziemnomorski. Na wierzchołku Schönbergu nie dokonano jednoznacznych odkryć z okresu halsztackiego, co nasunęło interpretację o utracie ważności tego terenu jako osady na wzgórzu. U północno-zachodniego podnóża Schönbergu odkryto grób ciałopalny, a w nim bogato zdobione naczynia o stożkowej szyjce i inne przedmioty ceramiczne; wcześniej w jego pobliżu znaleziono bransoletę z brązu. Wszystkie te znaleziska zaliczono do okresu halsztackiego C. Z późniejszego okresu D brak na Schönbergu i w okolicy Bollschweilu jakichkolwiek znalezisk. W tamtym okresie ośrodkiem o dominującym znaczeniu politycznym i handlowym stało się leżące bezpośrednio nad Renem wielkie celtyckie osiedle na wzgórzu Münsterberg (Breisach).

#### Okres lateński

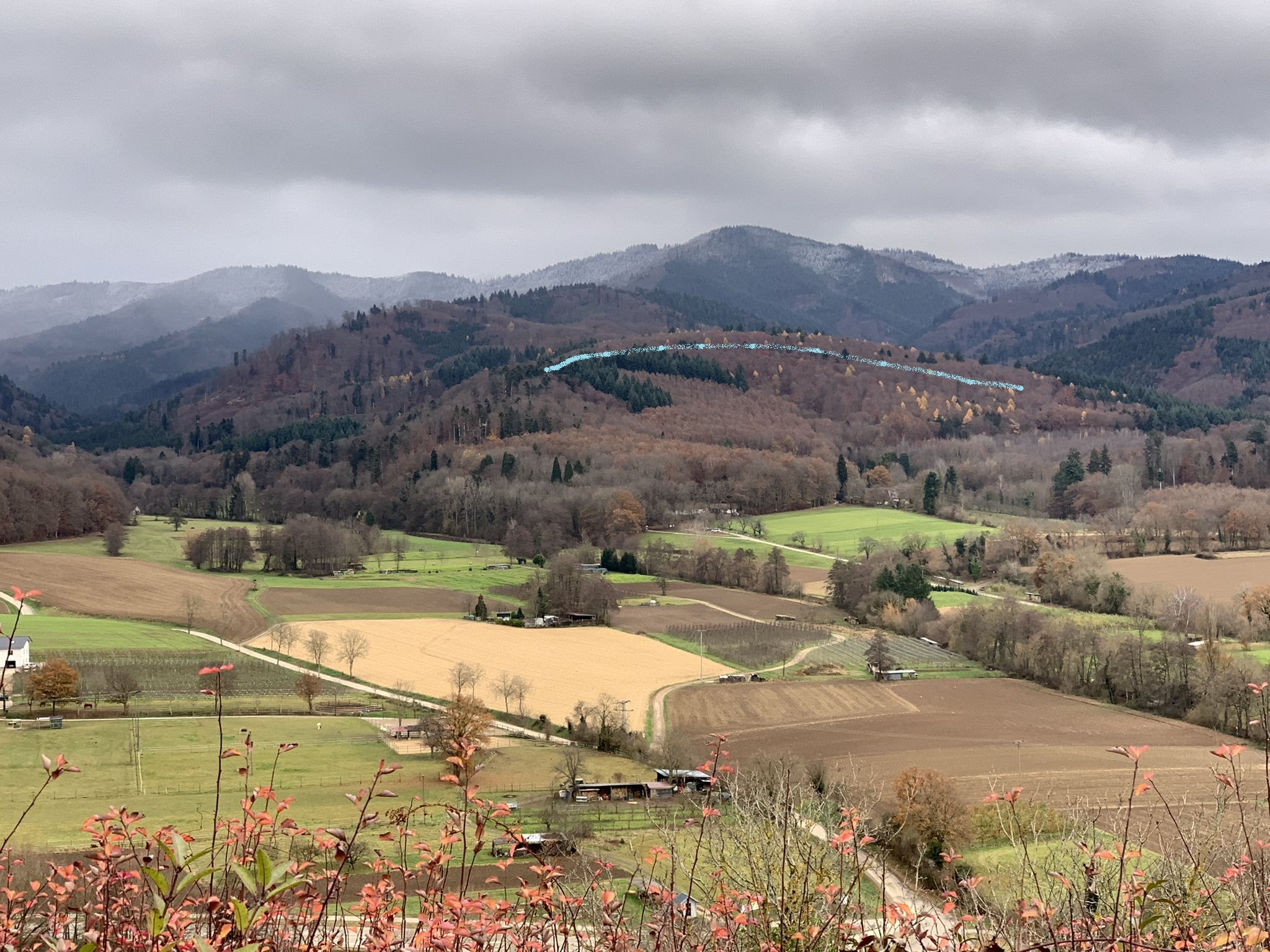
Podgórza Schwarzwaldu między Bollschweilem a Ehrenkirchen – niebieska linia oznacza lokalizację celtyckiego oppidum na Kegelriss

W ostatnich stuleciach p.n.e. Celtowie budowali coraz więcej dużych, otoczonych wałem ziemnym osad (dla których przyjęła się wprowadzona przez Juliusza Cezara łacińska nazwa oppida, l. poj. oppidum), które były widomym wyrazem ich panowania i miejscowego znaczenia. Schönberg, jak sądzić po braku znaczących znalezisk, nie zachował wcześniejszego znaczenia jako lokalizacja, natomiast na południe od Bollschweilu (w granicach administracyjnych dzisiejszego Ehrenstetten) powstało pod koniec okresu lateńskiego umocnione wałem oppidum, znane jako Kegelriss. (Góra, na której się znajduje, nosi nazwę Fohrenberg.) Do dziś dobrze rozpoznawalne są wały konstrukcji ziemno-drewnianej, otaczające obszar ok. 16 hektarów, z których 6 było zasiedlone. Regionalne znaczenie tego oppidum przypada na końcowy okres lateński, tj. 200–100 lat p.n.e. Przypuszcza się, że metalowe znaleziska (odpady odlewnicze, monety) świadczą o funkcjonowaniu Kegelriss jako ośrodka, skąd nie tylko prawdopodobnie wyprawiano się po wydobywane w okolicy rudy miedzi i srebra, ale i gdzie bito monety. Potwierdzałyby to też odpady odkryte w bliskim sąsiedztwie (Niedermatten, Kirchhofen), ale nie wszyscy badacze są przekonani o wytapianiu przez Celtów metali szlachetnych w tym rejonie. Inne znaleziska z okresu lateńskiego znajdują się w nieco większej odległości od Bollschweilu (np. w Sankt Georgen, dzielnicy Fryburga).
| Wybór ważniejszych znalezisk i stanowisk archeologicznych w pobliżu Bollschweilu i okolicy |                                                       |                                                           |                                                                                 | |                                                                                |
| Epoka geologiczna                                                                          | Epoka archeologiczna                                  | Nazwa kultury                                             | Skala czasowa znaleziska / kultury                                              | Opis znaleziska | Miejsce znaleziska                                                             |
| zlodowacenie Riss                                                                          | paleolit dolny                                        | kultura aszelska (neandertalczycy)                        | 600–100 tys. temu                                                               | narzędzie przypominające tłuk pięściakowy                                                                                        | Merzhausen / Sankt Georgen (pn. wylot doliny Hexental)                         |
| zlodowacenie Riss, jego późniejsza część                                                   | paleolit środkowy                                     | (neandertalczycy)                                         | 160–120 tys. temu                                                               | ząb trzonowy i cios mamuta, 423 fragmenty kości innych zwierząt; 10 artefaktów, w tym prosty skrobak i pięściak (tłuk pięściowy) | Bollschweil-Ellighofen (kamieniołom w dolinie Allental)                        |
|                                                                                            | paleolit środkowy                                     | (neandertalczycy)                                         |                                                                                 | pięściak kwarcowy | na płd.-wsch. od Ehrenstetten                                                  |
| interglacjał eemski, lub początek ostatniego zlodowacenia (Würm)                           | paleolit środkowy                                     | kultura mikocka (neandertalczycy)                         | 120–80 tys. lat temu                                                            | artefakty, w tym pięściak płaski z rogowca i 2 skrobaki                                                                          | na płd.-wsch. od Ehrenstetten                                                  |
|                                                                                            | paleolit środkowy                                     | kultura lewaluaska (neandertalczycy)                      | 120–40 tys. lat temu                                                            | rdzeń | Ebringen (na północ od partii szczytowych Schönbergu)                          |
| zlodowacenie Würm                                                                          | paleolit górny                                        | kultura grawecka                                          | 30/28–18 tys. lat temu                                                          | groty strzał | Feldberg (Markgräflerland)                                                     |
| zlodowacenie Würm                                                                          | paleolit górny                                        | kultura solutrejska                                       | 22–18 tys. lat temu                                                             | ostrze | Ihringen (Kaiserstul)                                                          |
|                                                                                            | paleolit górny                                        | kultura magdaleńska                                       | 18/16–11,5 tys. lat temu                                                        | narzędzia kamienne | Munzingen (Tuniberg)                                                           |
|                                                                                            | paleolit górny                                        | kultura magdaleńska                                       | 18/16–11,6 tys. lat temu                                                        | narzędzia z krzemienia, m.in. drapacze, rylce, ostrza, tylczaki łukowe; narzędzia z kości i rogów                                | Ölberg (Ehrenkirchen), grota Ölberggrotte i jej otoczenie                      |
| koniec zlodowacenia Würm                                                                   | paleolit górny                                        | kultura magdaleńska                                       | 13–12 tys. lat temu                                                             | artefakty | Steinberg (Bollschweil)                                                        |
| holocen                                                                                    | mezolit                                               | m.in. kultura tardenoska                                  | 9/8–5,5 tys. lat temu                                                           | ponad 4 tys. artefaktów | Erlen, Kupferäcker (Bollschweil)                                               |
| holocen                                                                                    | neolit                                                | kultura ceramiki wstęgowej                                | 5,5–4 tys. p.n.e.                                                               | fragmenty ceramiki | Kirchhofen, Schallstadt, Mengen (Tuniberg)                                     |
| holocen                                                                                    | neolit                                                | kultura ceramiki wstęgowej                                | 5 tys.-2,2 tys. p.n.e.                                                          | misa z czterema nóżkami | Opfingen (Tuniberg)                                                            |
| holocen                                                                                    | neolit środkowy                                       | kultura Rössen                                            | 4700–4500 p.n.e.                                                                | fragmenty ceramiki | Ebrigen (Schönberg)                                                            |
| holocen                                                                                    | neolit środkowy                                       | kultura Bischheim                                         | 4500 p.n.e.                                                                     | fragmenty ceramiki | partie szczytowe i południowe Schönbergu                                       |
| holocen                                                                                    | neolit późny                                          | kultura Munzinger                                         | 3900 p.n.e.                                                                     | fragmenty ceramiki, narzędzia (w tym z kości i poroża)                                                                           | partie szczytowe Schönbergu                                                    |
| holocen                                                                                    | neolit schyłkowy (epoka miedzi) / wczesny epoka brązu | kultura pucharów dzwonowatych                             | 2500–2000 p.n.e.                                                                | fragmenty ceramiki (naczyń), krzemienne narzędzia i odłupki                                                                      | Ölberg (Ehrenkirchen)                                                          |
| holocen                                                                                    | neolit schyłkowy (epoka miedzi) / starsza epoka brązu | kultura pucharów dzwonowatych, kultura ceramiki sznurowej | 2500–2000 p.n.e.                                                                | krzemienne groty strzał | Schönberg                                                                      |
| holocen                                                                                    | starsza epoka brązu (lub neolit schyłkowy)            |                                                           | ok. 2100–1700 p.n.e.                                                            | fragmenty zdobionej ceramiki | Wyhl, Ihringen (Kaiserstuhl), Mauchen (Markgräflerland), Ölberg (Ehrenkirchen) |
| holocen                                                                                    | starsza epoka brązu                                   | wczesny okres kultur pól popielnicowych                   |                                                                                 | szpila z brązu, grot strzały z brązu                                                                                             | Schönberg                                                                      |
| holocen                                                                                    | późna epoka brązu                                     | krąg kultur pól popielnicowych                            | 1100–900 p.n.e.                                                                 | ceramika | partie szczytowe Schönbergu                                                    |
| holocen                                                                                    | późna epoka brązu                                     | krąg kultur pól popielnicowych                            | 1100–900 p.n.e.                                                                 | pojedyncze groby popielnicowe | Schlattstadt, Kirchhofen                                                       |
|                                                                                            | późna epoka brązu lub starsza epoka żelaza            | krąg kultur pól popielnicowych lub k. halsztacka          | ok. 800 p.n.e.                                                                  | fragmenty ceramiki | Schönberg                                                                      |
| wczesna epoka żelaza                                                                       | okres halsztacki (Celtowie)                           | 800–450 p.n.e.                                            | rowy i umocnienia                                                               | Schlatter Berg |                                                                                |
| wczesna epoka żelaza                                                                       | okres halsztacki (Hallstatt C) (Celtowie)             | 800/700 p.n.e.                                            | grób ciałopalny, naczynia (misy, dzbany o stożkowej szyjce), bransoleta z brązu | Sankt Georgen (podnóże Schönbergu)                                                                                               |                                                                                |
| wczesna epoka żelaza                                                                       | okres halsztacki (Celtowie)                           | ok. 510 p.n.e.                                            | grób kurhanowy                                                                  | Hunnenbucke (Schlatt) |                                                                                |
| młodsza epoka żelaza                                                                       | okres lateński wczesny do środkowy (Celtowie)         | 300–200 p.n.e.                                            | naczynia gliniane                                                               | Sankt Georgen |                                                                                |
| młodsza epoka żelaza                                                                       | późny okres lateński (Celtowie)                       | 200/100 p.n.e.                                            | fragment ceramiki                                                               | Kirchhofen |                                                                                |
| młodsza epoka żelaza                                                                       | późny okres lateński (Celtowie)                       | 200/100 p.n.e.                                            | wały umocnionej osady, monety                                                   | Kegelriss (Ehrenstetten) |                                                                                |

#### Okres rzymski

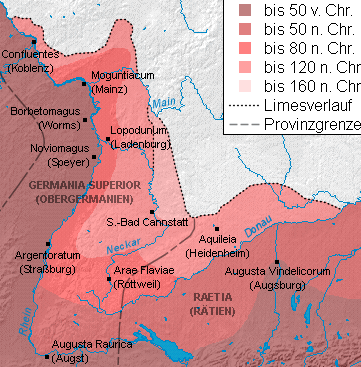
Rzymska ekspansja na obszarze Ren-Neckar-Dunaj-Men: linia wykropkowana – granice Limesu Górnoreńsko-Retyckiego; linia przerywana – granice prowincji; ■ poł. I w. p.n.e. – koniec wojen galijskich ■ poł. I w. – utworzenie prowincji Recja □ lata 80. I w. – utworzenie terytorium Agri Decumates, część prowincji Germania Górna □ lata 20. II w. – rozbudowa i umocnienie Limesu □ koniec lat 50. II w. – przesunięcie linii Limesu dalej na północ i wschód.

Wraz z naporem od czasów cesarza Augusta oddziałów Cesarstwa Rzymskiego na obszary po wschodniej stronie górnego Renu zamyka się historia celtyckiej dominacji w tym rejonie. Lewobrzeżne tereny górnego Renu zostały podporządkowane Rzymowi w wyniku kampanii Juliusza Cesara w latach 50. p.n.e. (wojny galijskie 58–51 p.n.e.), a obszary dzisiejszej północnej Szwajcarii aż po Jezioro Bodeńskie znalazły się pod panowaniem Rzymu w 15 r. p.n.e. za panowania cesarza Oktawiana Augusta.
Podbój terenów na prawym brzegu górnego Renu, późniejszej Bryzgowii, postępował więc z dwóch kierunków: od południowego wschodu (główna placówka wojskowa w Dangstetten (Waldshut) na zachód od J. Bodeńskiego) oraz zza Renu, z dzisiejszej Alzacji. Pierwszy wypad Rzymian do Bryzgowii miał miejsce ok. 10 r. p.n.e., o czym świadczą znaleziska archeologiczne (niezbyt bogate) na wzgórzu Limberg, na północny zachód od dzisiejszego Sasbach (ok. 35 km na północ od Bollschweilu), wewnątrz umocnień późnoceltyckiego oppidum. Wraz z późniejszą bazą w Jechtingen (nadrzeczny burg Sponeck), placówka w Sasbach, znaczenie rozbudowywana od czasów cesarza Klaudiusza, osłaniała dogodne na tym przewężeniu rzeki przejście z Galii przez Ren (także będący ważnym środkiem transportowym) i prowadzącą dalej wzdłuż północnego skraju Kaiserstuhlu strategiczną trasę z zachodu na wschód, w stronę dolin Schwarzwaldu i dalej w kierunku górnego Dunaju.
Na północno-wschodnim skraju Kaiserstuhlu stała kolejna umocniona baza wojskowa Rzymian – Riegel, szczególnie ważna, gdyż w jej pobliżu biegła druga podstawowa trasa na osi północ-południe, łącząca rzymskie placówki Basilia (Bazylea), Lopodunum (Ladenburg koło Heidelbergu) i Mogontiacum (Moguncja). Ta droga (pokrywająca się częściowo z obecną B3) była szlakiem rzymskim najbliższym dzisiejszemu Bollschweilowi. Przez dolinę Hexental nie prowadziła żadna ważna rzymska droga. Trasy północ-południe strzegł łańcuch rzymskich kaszteli (castellae), z których najważniejszym, obok Riegel, był Wolfenweiler. Na południe od niego leżała przydrożna osada Cambete w pobliżu dzisiejszego Bad Krozingen; obie placówki w bliskim sąsiedztwie Bollschweilu. Znaleziska z 1978 r. ujawniły, że w Wolfenweiler stacjonowali żołnierze należący do legionów z kasztelu Vindonissa (Windisch) w szwajcarskiej Argowii, sprawujących kontrolę militarną nad terenami południowego odcinka górnego Renu.
W pobliżu Wolfenweiler od głównego szlaku północ-południe biegła jego odnoga na wschód w stronę ujścia dolin Schwarzwaldu (Glottertal i Wagensteigtal), by dalej łukiem ku północy połączyć się znów z głównym szlakiem. W przypadku Bad Krozingen chodziło raczej o tzw. vicus, czyli osiedle o bardziej miejskim charakterze skupione wokół handlu, rzemieślnictwa i usług związanych ze szlakiem drogowym. Ponadto w pobliżu dróg budowane były gospodarstwa typu villa rustica, istniał też co najmniej jeden, bardziej luksusowy kompleks typu villa urbana – posiadłość w Heitersheim, ok. 10 km na południowy zachód od Bollschweilu.
W jego bliższej okolicy nie odkryto śladów rzymskich osiedli, jedynie nieliczne ich pozostałości wokół Schönbergu, np. murowaną studnię w St. Georgen (obecnie dzielnica Fryburga), fragmenty ceramiki (w tym terra sigillata) wskazujące na ewentualne istnienie na przełomie II i III w. villa rustica w okolicach Ebringen, oraz w Schallstadt cmentarzysko 28 grobów ciałopalnych (przełom I i II w.) z inwentarzem grobowym, zawierającym szklane i ceramiczne urny, monety oraz ceramiczne figurki zwierząt. Złożone do grobów przedmioty znacznej wartości oraz fragmenty cennych mozaik podłogowych z Mengen i Schallstadt interpretowane są jako dowody znacznego rozwarstwienia majątkowego społeczności zamieszkujących te rejony. W przeważającej liczbie byli to zromanizowani Celtowie, korzystający z możliwości bogacenia się i tworzenia elit. Ich religia była prawdopodobnie synkretyczna, o czym świadczą złożone do grobów w Schallstadt figurki psa i jelenia, wiązane jednoznacznie z bóstwami celtyckimi. Tolerancja religijna Rzymu polegała na swobodnym włączaniu lokalnych bogów do panteonu rzymskiego. I tak np. z rzymską Dianą utożsamiano celtycką boginię lasów Abnobę, która jako Diana Abnoba została patronką lesistego Schwarzwaldu i poświęcono jej ołtarz przy termach w Badenweiler (ok. 20 km na południe od Bollschweil).
Bryzgowia znalazła się na początku lat 80. I w. w obrębie podległego Rzymowi (i być może obłożonego podatkiem) terytorium na prawym brzegu górnego Renu zwanego agri decumates, które od czasów cesarza Domicjana należało do utworzonej w ok. 85 r. prowincji Germania superior (patrz mapa Ekspansja rzymska obok). W ostatnich dekadach I w. rozpoczęto rozbudowę umocnionej granicy, tzw. Limesu Górnogermańsko-Retyckiego, znacznie wzmocnionej pod rządami Hadriana i kolejnych cesarzy, ale otwartej na handel i wymianę w obie strony. Do lat 60. III w. panował na obszarze Bryzgowii sprzyjający rozwojowi gospodarczemu pokój, oparty na polityce Rzymu dążącej do integracji jej mieszkańców – celtyckich / galijskich oraz pochodzących z innych prowincji lub części Imperium w ramach rzymskiego systemu administracyjnego i prawnego. Bryzgowia miała wielkie znaczenie dla prowincji Germania Górna także dzięki kopalniom rud metali w dolinach Schwarzwaldu; te najbliższe Bollschweilu znajdowały się m.in. w dolinie dzisiejszego Sulzburga. Okresowi pax romana położył kres splot wielu czynników, a przede wszystkim narastający napływ wojowniczych plemion germańskich ze wschodu i północy, którym przechodzące kryzys polityczny Imperium nie było w stanie dać skutecznego odporu.

#### Napływ ludów germańskich

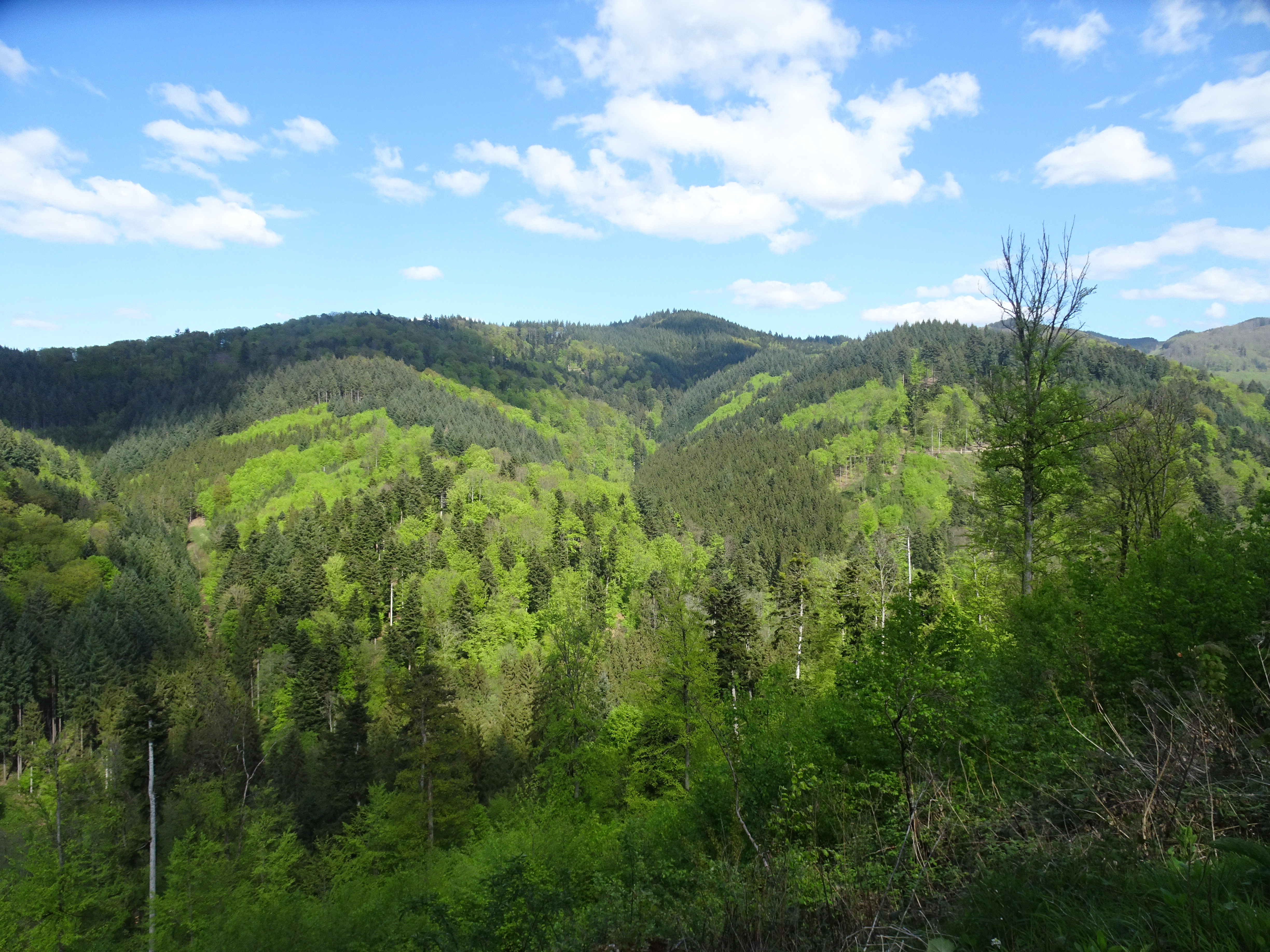
Feimlisburg, gdzie miałoby się znajdować wczesno-germańskie osiedle na wzgórzu, to wzniesienie po lewej stronie; w tle Streitbanner Kopf

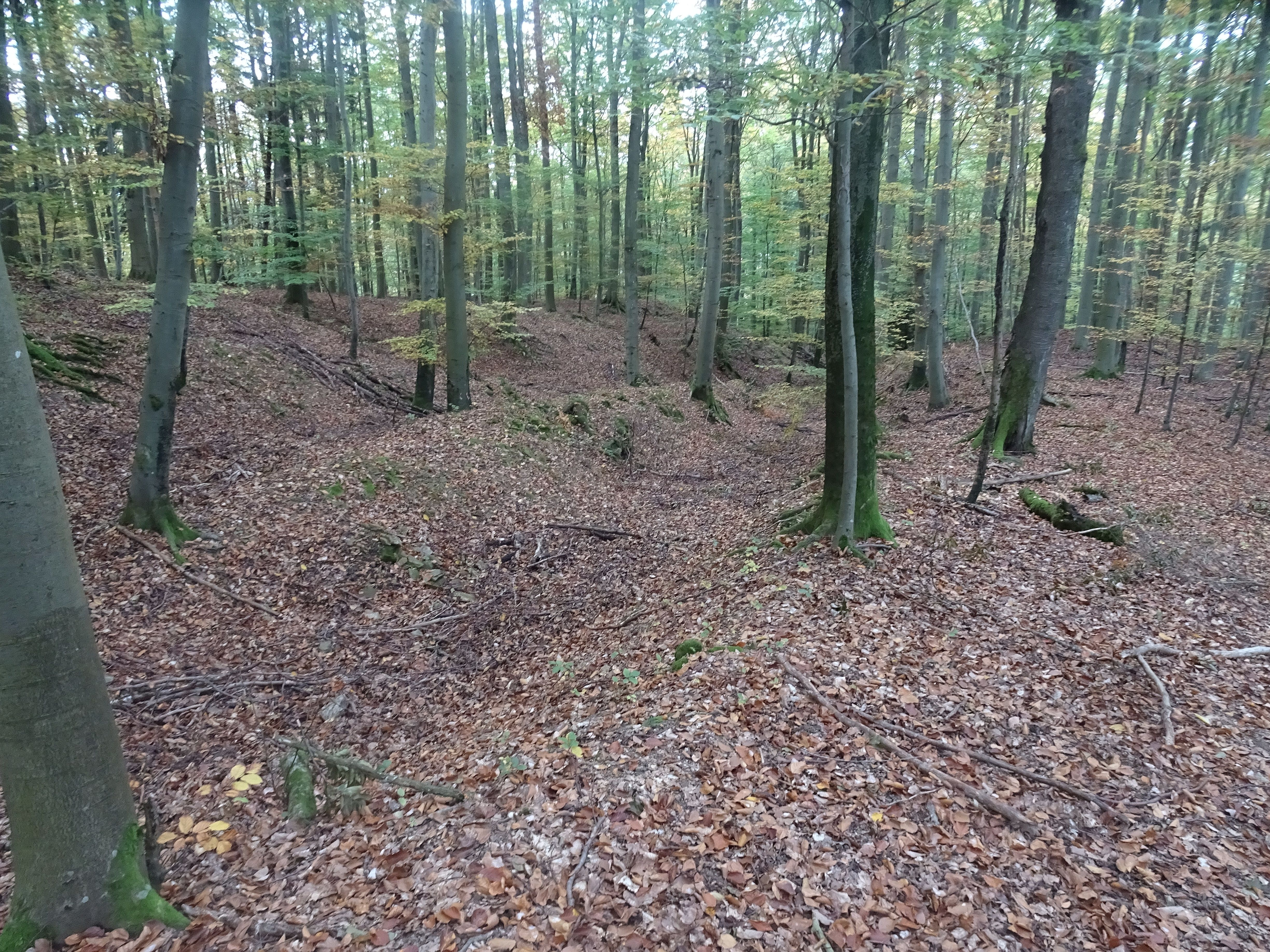
Podwójne wały ziemno-drewniane wokół celtyckiej osady na Kegelriss

Przy końcu II i na początki III w. na terenach po wschodniej stronie limesu wyłaniały nowe związki międzyplemienne, jak ten, który w późniejszych źródłach rzymskich występuje pod zbiorczą i nieprecyzyjną nazwą Alemanów. Kiedy w połowie III w. wewnętrzny kryzys polityczny Rzymu zaostrzył się, także wskutek militarnych starć na wschodzie Cesarstwa, nastąpiło wycofanie jednostek stacjonujących wzdłuż północno-wschodnich granic. Ułatwiło to napady konsolidujących się w Germania Magna szczepów germańskich, a w konsekwencji doprowadziło w latach 259–260 do opuszczenia przez rzymskie oddziały granicy na limesie.
Przeprowadzone przez cesarza Dioklecjana reformy administracyjne (przełom III i IV w.) ustanowiły nowy przebieg granic prowincji i Bryzgowia stała się terenem przygranicznym na wschód od nowej granicy wzdłuż Renu. Nadreńskie kasztele w Breisachu i Jechtingen obsadzone były co prawda przez wojsko podlegające rzymskim rozkazom, ale na pozostałe obszary na wschód od Renu napływały germańskie plemiona, głównie Alemanów, by w IV w. stopniowo przyczynić się do gęstszego zaludnienia Bryzgowii. W obliczu zagrożenia Italii przez Wizygotów i linii Dunaju przez Gotów od końcówki IV w. odwoływano stopniowo rzymskie wojsko także z granicy górnoreńskiej.
W trakcie V w. porządek starorzymskiego świata ustępował stopniowo osadnictwu germańskiemu i powstawaniu alemańskich osiedli z siedzibami władców (zwanych w rzymskim piśmiennictwie reges, a ich mniej znaczących odpowiedników – regales lub reguli) na szczytach wzniesień w podgórskiej strefie Schwarzwaldu, np. na wzgórzu Zähringer Burgberg. W pobliżu Bollschweilu istniały dwie osady na wzgórzu: sięgająca czasów celtyckich Kegelriss i druga – Feimlisburg, w wyższej części doliny Ehrenstetter Grund. Datowanie Feimlisburgu nie jest co prawda jak dotąd do końca ustalone, ale w literaturze przedmiotu bywa określane jako „wczesnoalemańske” i przypisywane okresowi w IV-V w., który charakteryzował się istnieniem umocnionych osad na wzgórzach. W Mengen, ok. 10 km od Bollschweilu, odnaleziono natomiast ślady niewielkiej alemańskiej osady na równinie. Dolina Hexental pozostawała nadal niezamieszkała. Alemanowie nie tworzyli jednolitej struktury państwowej, ponieważ jako odrębne szczepy germańskie nie czuli potrzeby tworzenia trwałej wspólnoty. Poszczególne części (pagi, regiones) obszaru zwanego Alemanią (Alamannia), zamieszkałego w przeważającej mierze przez ludy alemańskie, były do końca V w. (mniej więcej do bitwy z Frankami pod Zülpich w 496-497 r.) niezależne od innych władców.

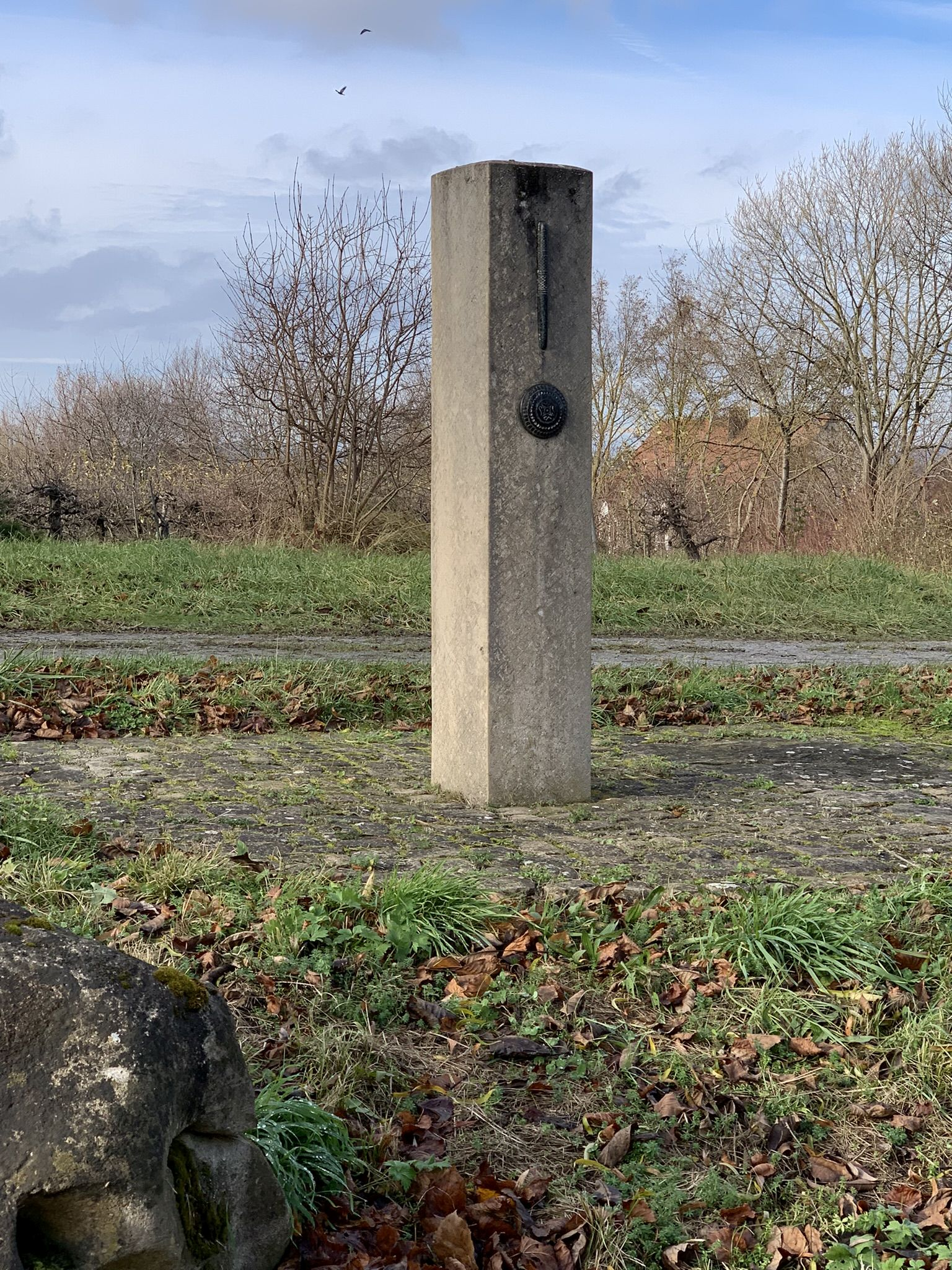
Obelisk na Scharretenacker, Ebringen, w miejscu, gdzie znajdowało się alemańskie cmentarzysko z VII-VIII w.

## Średniowiecze

### Wczesne średniowiecze
Zwycięskie bitwy Franków pod wodzą Chlodwiga z Alemanami przypadają na okres mniej więcej jednej dekady – najważniejsze z nich miały miejsce w latach 496–497 i 506-507 – a ich rezultatem było włączenie północnej Alemanii do królestwa merowińskiego. Gdzieś między rokiem 496 a 508, jak się obecnie przypuszcza, król Franków przyjął chrzest katolicki. Ten akt ułatwił Merowingowi i jego frankijskiej arystokracji zespolenie się z gallorzymską ludnością Galii, a w dalszej perspektywie pomógł stworzyć podstawę bardziej jednolitego państwa. Jednakże mieszkańcy zarówno północnej części Alemanii włączonej pod władzę Merowingów, jak i jej części południowej, pozostającej do 536-537 r. pod osłoną króla Ostrogotów Teodoryka Wielkiego, wyznawcy arianizmu („ostgothisches Intermezzo”) trwali przy swoich dotychczasowych wyznaniach i zwyczajach religijnych. Agatiasz Scholastyk tak o nich pisał w swojej Historiae (powstałych ok. 567-582 r.): „Czczą jakieś drzewa i rzeki, wzgórza i jary, i dla nich, niczym w świętym obrzędzie, obcinają koniom, wołom i wielu innym zwierzętom głowy i oddają im cześć, jakby były bogami. Ale bliskie kontakty z Frankami mają na nich dobry wpływ”.

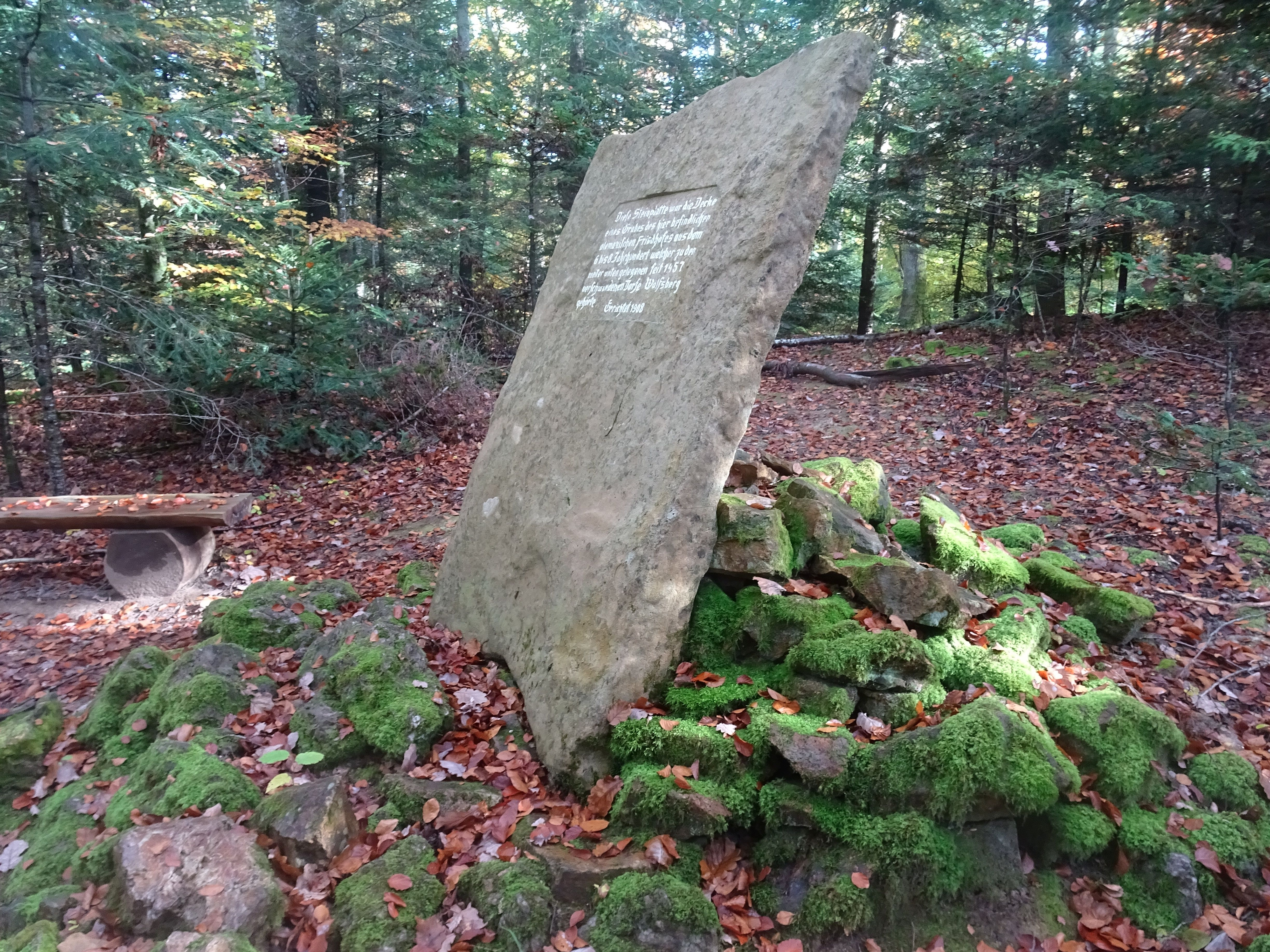
Cmentarzysko alemańskie u wylotu doliny Ambringer Grund (Ehrenstetten) – płyta nagrobna jednego z odkrytych w 1908 r. grobów skrzynkowych

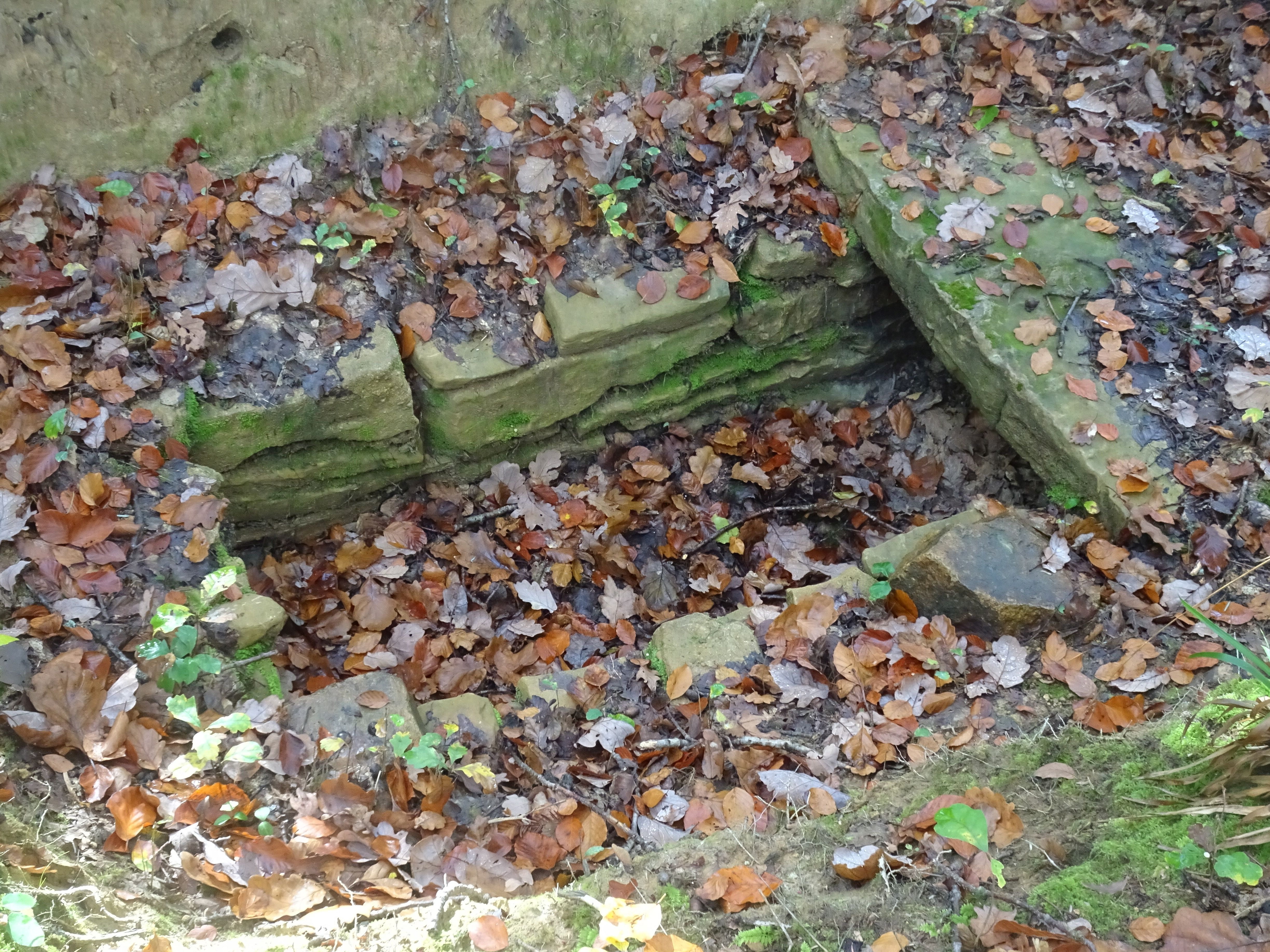
Otwarty grób skrzynkowy na alemańskim cmentarzysku u wylotu doliny Ambringer Grund (Ehrenstetten)

Włączenie Bryzgowii pod władzę Merowingów nastąpiło w 536 r., kiedy to południowa część Alemanii weszła dobrowolnie w obręb administracji państwa frankijskiego. Przemawiały za tym względy polityczne, m.in. stanowisko Franków pozwalające zachować południowej Alemanii relatywną, bo obwarowaną warunkami (takimi jak np. obowiązek udzielania wsparcia militarnego królom frankijskim), niezależność. W tak ustanowionym księstwie (Ducatus Alemanniae) władzę sprawowali ustanawiani (i odwoływani) przez króla Franków książęta zwani duces (l.poj. dux), a jej zasięg ograniczał się głównie do sądownictwa.
W sumie istnienie frankijskiej prowincji Alamannia okazało się dla południowych obszarów alemańskich korzystne, a okres ten był wolny od frankijsko-alemańskich konfliktów. Już od końca V w. postępowało alemańskie zasiedlanie bryzgowijskich terenów, których gęstość zaludnienia stale wzrastała. Powstały duże osady (które można już nazwać wsiami), a zakładane w ich pobliżu cmentarzyska rzędowe (Reihengräberfelder) okazały się tak typowymi dla tego czasu i obszaru, że historycy nazywają okres między V a VIII w. – Reihengräberzeit. Na terenie południowej Bryzgowii odnaleziono wielką ilość takich cmentarzysk (por. mapa Reihengräber der Merowingerzeit), także stosunkowo niedaleko Bollschweilu. Osady powstawały przede wszystkim na terenach sprzyjających rolnictwu, więc takie obszary jak górzysta część Schönbergu czy Kaiserstuhlu oraz wnętrze doliny Hexental pozostawały długi czas niezasiedlone. Co prawda w XIX w. dokonano kilku odkryć archeologicznych w samej dolinie Hexental (m.in. w pobliżu Au i Wittnau), ale nie zachowały się ani same znaleziska ani dokładniejsze informacje na ich temat. W dziennikach opata klasztoru w St. Peter Philippa Jakoba Steyrera jest wzmianka o tzw. „Hünengräber” odsłoniętych przypadkowo na początku lat 70. XIX w. podczas karczowania lasu na wzgórzu nad Sölden, niedaleko granicy z Bollschweilem. Opis obejrzanych przez niego grobów wskazuje, że mogły to być kamienne groby skrzynkowe Alemanów z ok. VII w.; nie pozostał po nich jednak żaden oprócz opisu Steyrera ślad, a pewna jest jedynie lokalizacja – w miejscu, gdzie od 1875 r. stoi kaplica Saalenberg. Znacznych rozmiarów cmentarzysko niedaleko Bollschweilu znajdowało się też między dzisiejszymi miejscowościami Ebringen i Wolfenweiler, na łanie zwanym Scharretenacker (jego lokalizację upamiętnia wystawiony w 2002 r. kamienny graniastosłup) i liczyło wiele dziesiątków grobów (po wykopaliskach w 1991 r. – 143), zarówno ziemnych, jak i skrzynkowych, pochodzących z okresu od końca VI w. do samego początku VIII w. Kilkadziesiąt grobów z końca VII w. nie zawierało już żadnych darów, co interpretowane jest jako świadectwo przeniknięcia na ten teren chrześcijaństwa. Na samym początku XX w. natrafiono na niewielkie cmentarzysko z drugiej połowy VII i początku VIII w. niedaleko wylotu doliny Ambringer Grund (ok. 3,5 km w linii prostej od Bollschweilu). I tu były to groby skrzynkowe i zmarłych pochowano bez żadnych darów. Te Alemannengräber (lokalna nazwa oznakowanego pomnika kultury) należały, jak się przypuszcza, do leżącej niegdyś w pobliżu osady Wolfsberg. Jeszcze na początku VIII w. zmarłych z danego osiedla grzebano na małym przynależnym do niego miejscu pochówku (tzw. Hofgrablege), ale w trakcie VIII w. tę praktykę całkowicie wyparł ryt chrześcijański, według którego zmarłych chowano wyłącznie na cmentarzach przy kościele.

#### Nadejście chrześcijaństwa

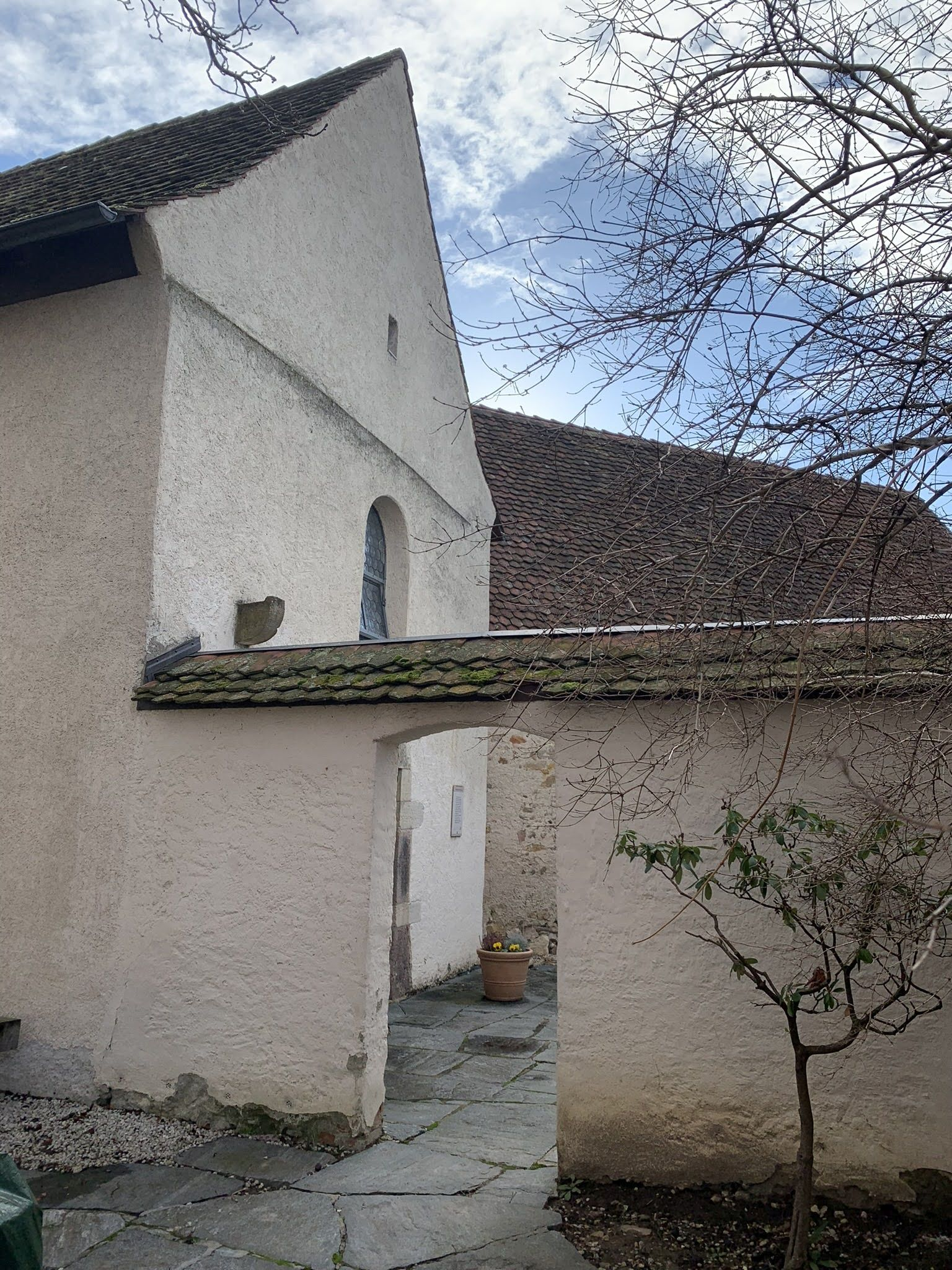
Kaplica Glöcklehofkapelle (Oberkrozingen) od strony zachodniej fasady

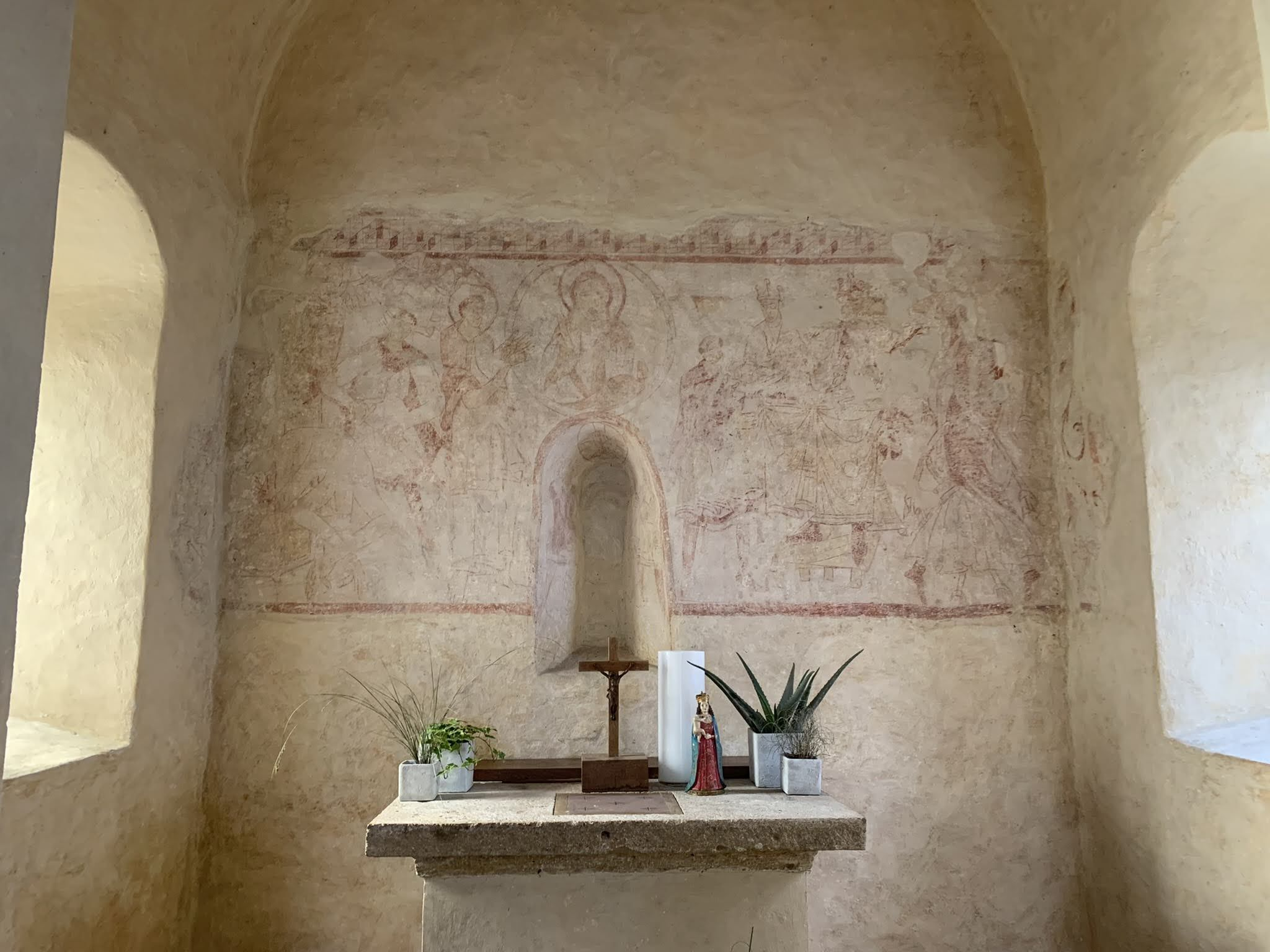
Ołtarz i freski (X/XI w.) na ścianie ołtarzowej w kaplicy Glöcklehofkapelle

Chrześcijaństwo zaczęło przenikać do wyższych warstw alemańskich społeczności poprzez merowińskich urzędników osadzanych na urzędach w Alemanii, niższe warstwy – a mieszkańcy prawobrzeżnego Renu byli ludem na wskroś rolniczym – niemające wcześniej okazji znaleźć się w orbicie wpływów kultury rzymskiej pozostawały pogańskie. Polityka Merowingów wobec podbijanych ludów germańskich nie przewidywała ich chrystianizacji, ta dokonała się innymi drogami. Obok wpływu nielicznej warstwy wielmożów, badacze wskazują jako na źródła impulsu chrystianizacyjnego trzy czynniki: działalność misyjną wędrownych mnichów iryjskich, ustanawianie równocześnie z merowińską administracją państwową (stanowiska książąt i grafów) podstaw instytucjonalnych Kościoła (diecezji), oraz klasztory, choć z początku nieliczne, ale wkrótce bardzo wpływowe.
W ocenie konkretnego zakresu i siły wpływu poszczególnych czynników na szerzenie się wiary katolickiej nie są historycy całkowicie zgodni. I tak W. Müller (1988) oceniając początki chrystianizacji z Bryzgowii główne zasługi przypisuje wiodącym siłom politycznym od księcia, przez jego dwór, po służącym tam duchownych, przy czym znaczenia wpływu klasztorów, jak twierdzi, nie należy przeceniać. W opinii W. Huga (1992) iryjscy mnisi mogli swoją charyzmą z pewnością wywierać ogromny wpływ przekonując do nowej wiary, ale powstanie powszechnego i trwałego dostępu do nowej religii gwarantowała dopiero instytucjonalna obecność Kościoła pod postacią biskupstw i klasztorów. M. Becher (2009) z kolei, przyznając co prawda biskupom państwa Franków ogromną rolę zarówno w szerzeniu religijności, jak i w skutecznym sprawowaniu funkcji publicznych, podkreśla jednocześnie większe i donośniejsze sukcesy na drodze do chrystianizacji raczej klasztorów, choć te w VII w. musiały dopiero wypracować swój status w obrębie oficjalnego Kościoła. Dla H. Kellera (2001) Badenia-Wirtembergia została w VII w. poddana władzy królestwa Franków właśnie poprzez zakładanie i rozbudowę struktury biskupstw, za którą postępowała chrystianizacja.
Zgodnie wskazują historycy na powolność procesu chrystianizacji i religijny synkretyzm Alemanów, utrzymujący się w jednostkowych przypadkach, co sugerują interpretacje znalezisk archeologicznych, nawet do początku VIII w. Bezsprzeczne są dwa kierunki chrystianizacji Alemanów: ten w obrębie społeczeństwa od warstw wyższych w dół, czy to za sprawą arystokracji czy urzędów biskupich, oraz ten w samym księstwie alemańskim od jego obrzeży, gdzie znajdowały się siedziby biskupów (Konstancja, Bazylea, Spira, Strasburg i in.) i pierwsze założenia klasztorne (Sankt Gallen, Säckingen, Cluny), w głąb kraju; przy czym wczesny wpływ mnichów wędrownych na ludność wiejską uznawany jest za nietrwały i ograniczony lokalnie.

##### Okolice Bollschweilu w VI – X w.
Jeszcze zanim Bryzgowia weszła w całości w obręb założonego pod koniec VI w. biskupstwa z siedzibą w Konstancji, działali w jej południowej części iryjscy misjonarze: Frydolin (zm. 538) i Trudpert (zm. 607). O ich życiu i działalności wiadomo jedynie z przekazów tradycji ustnej spisanych po upływie epoki karolińskiej, tj. po X w. Z Frydolinem łączone jest założenie zgromadzenia zakonnego na wyspie pośród Renu Wysokiego w pobliżu miejsca, gdzie dziś jest miejscowość Bad Säckingen. O Trudpercie wiadomo, że do swej męczeńskiej śmierci żył przez ok. trzy lata w pustelni w wyższej partii doliny Münstertal, gdzie w dwa wieki później założono klasztor. Działając jedynie lokalnie nie przyczynili się we współczesnym im czasie do trwalszego szerzenia chrześcijaństwa, a pustelnik Trudpert „mógł w najlepszym przypadku głosić wiarę przede wszystkim poprzez bycie jej przykładem”. Powody polityczne czy inne, dla których włączono ten obszar w domenę diecezji konstancjańskiej, a nie do bliżej leżącego biskupstwa Bazylei, nie zostały jak dotąd do końca zbadane historycznie; nie wiadomo też kiedy (w każdym razie przed XI w.) dokonano podziału diecezji na mniejsze jednostki, w ramach którego stworzono archidiakonat bryzgowijski (Archidiakonat Breisgau). Bezsprzeczny pozostaje fakt pokrywania się granic diecezji konstancjańskiej z terenami, na których leżały rozliczne dobra benedyktyńskiego klasztoru Sankt Gallen, który od końca VII w. miał rosnące wpływy w Bryzgowii, by z czasem stać się najważniejszym ośrodkiem monastycznym dla całego obszaru alemańskiego. Konkretne jednak szerzenie wiary chrześcijańskiej wśród szerokich warstw społeczeństwa było sprawą miejscowych możnych, którzy budowali kościoły na swoich ziemiach, wyposażali je i osadzali w nich księży, a ze względu na zależność od właściciela fundatora nazywane są Eigenkirchen – kościołami prywatnymi. Taki kościół w pobliżu Bollschweilu to Glöcklehofkapelle z IX-X w. w Oberkrozingen (ok. 6 km od Bollschweilu), z zachowanymi częściowo w dobrym stanie freskami, z których przedstawienie Chrystusa w mandorli jest najstarszym malowidłem ściennym przedstawiającym Chrystusa na północ od Alp.

### Bollschweil – historyczne początki

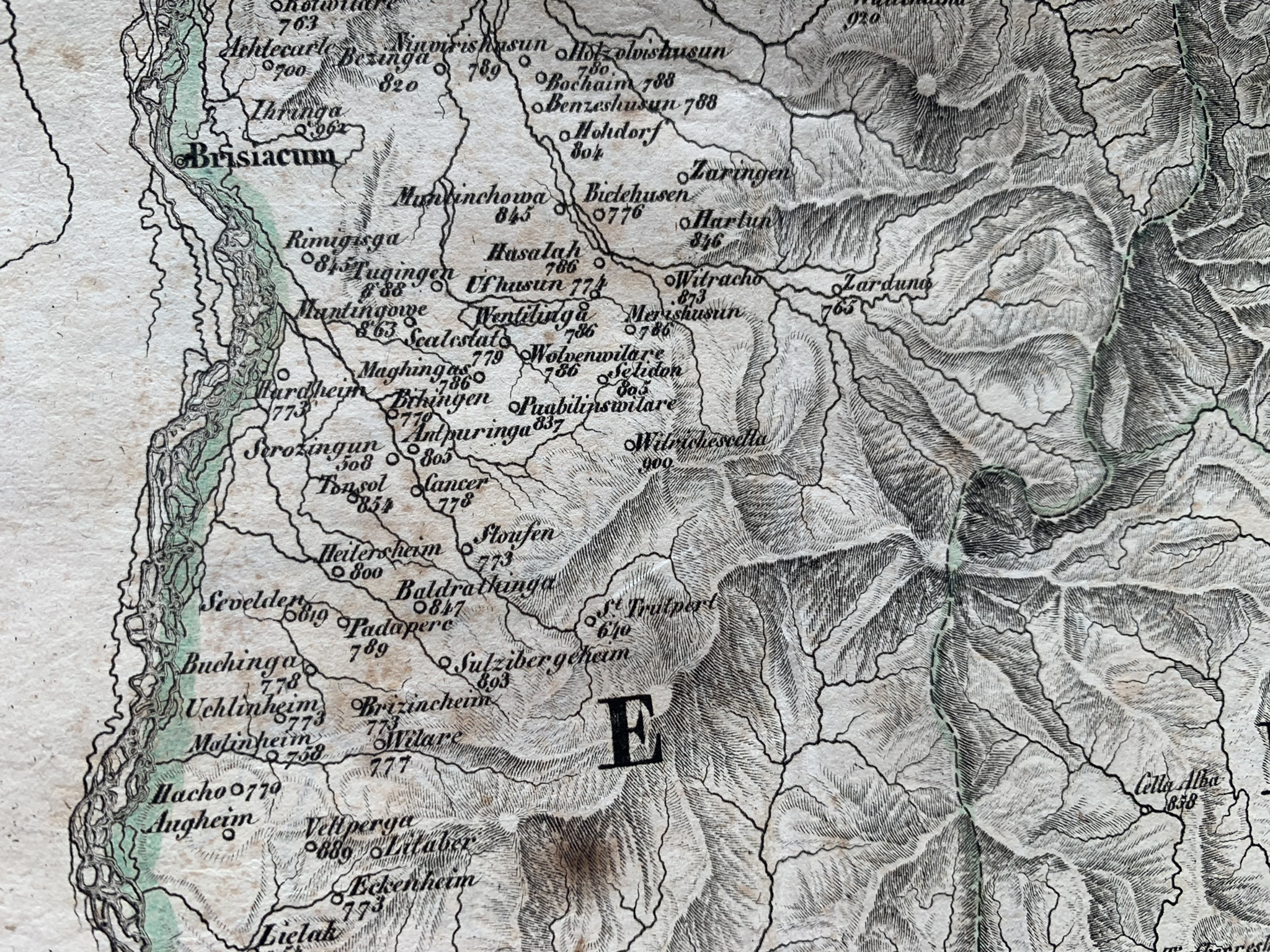
Puabilinswilare na mapie z 1836 r. przedstawiającej Bryzgowię w epoce Karolingów; 837 pod nazwą tej miejscowości oznacza rok pierwszej o niej wzmianki

Najwcześniejsze udokumentowane wzmianki dotyczące być może – choć niektórzy badacze podają to w wątpliwość – obszaru późniejszego Bollschweilu pochodzą z IX w. i wymieniają prywatne darowizny dla klasztoru Sankt Gallen. W 838 r. duchowny o nazwisku Ramming przekazał mu swoją posiadłość nabytą w Bryzgowii w miejscu nazwanym w dokumencie darowizny Puabilinswilare, a w 865 r. (871 r.) bracia Remming (Ramming) i Engilramm potwierdzili akt przekazania klasztorowi Sankt Gallen swoich posiadłości w miejscu nazwanym tym razem także Buabiliniswilare. Na tę pierwszą wzmiankę powołują się dwie XIX-wieczne encyklopedie: Historisch-statistisch-topographisches Lexicon von dem Großherzogthum Baden (wyd. 1813 r.) i Allgemeine Encyclopädie der Wissenschaften und Künste (wyd. 1823 r.); obie zresztą podają jako rok 837, a miejscowość jako Puabilinis vilare. Topomastyczna analiza przedstawiona przez T. Krefelda w 2020 r. wskazuje, że w przypadku Bollschweil współczesna końcówka -weil pochodzi właśnie od najwcześniejszej -vilare, wywodzącej się z kolei od łacińskiego villāris oznaczającego wieś, osadę. Wielu badaczy jednak, począwszy od wydawcy Schweizerisches Urkundenregister, kwestionują utożsamianie Buabiliniswilare z późniejszym Boleswiler i wskazują na inne możliwości interpretacji tych nazw miejscowości.

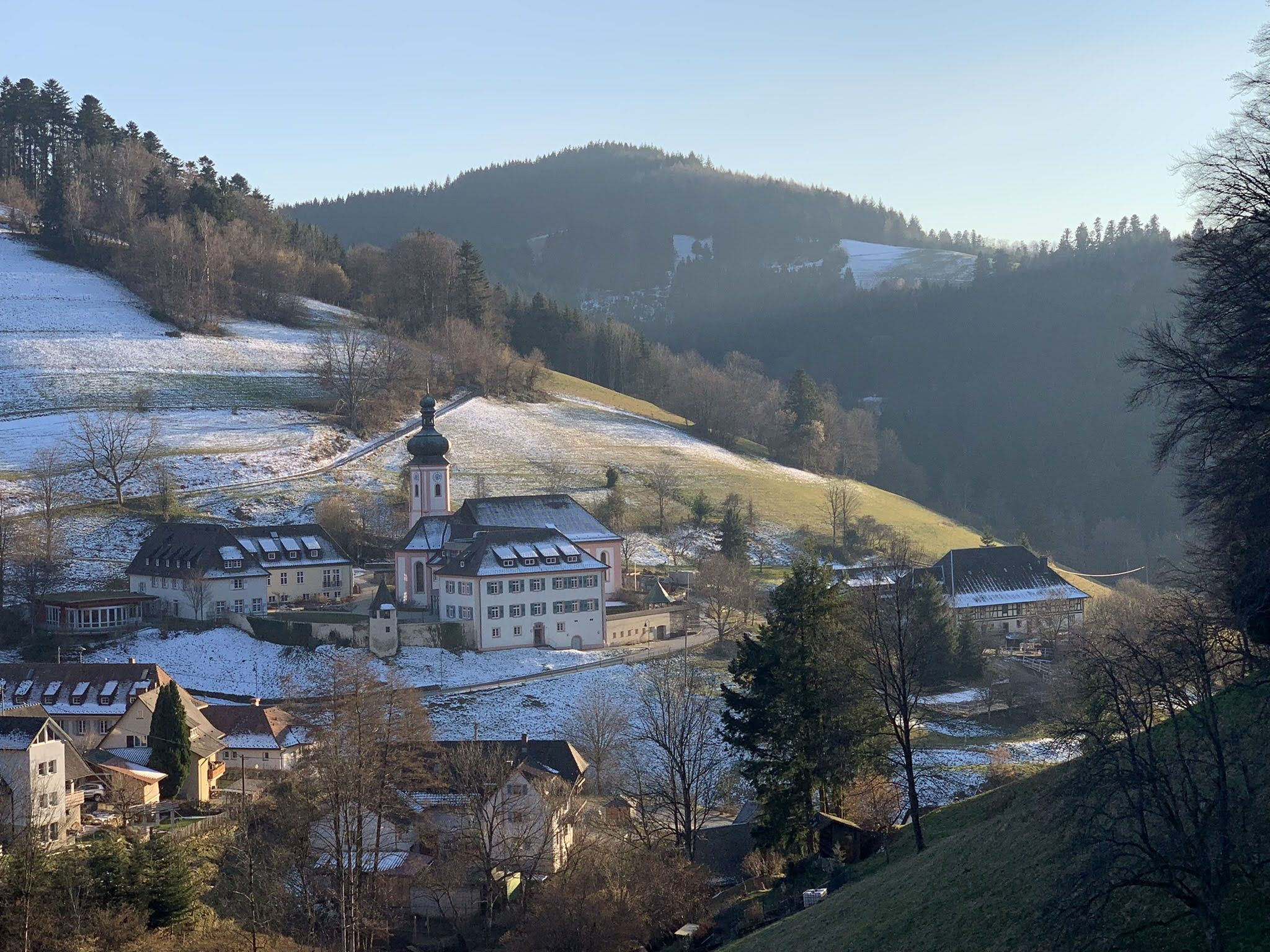
St. Ulrich w górnych piętrach doliny Möhlintal – barokowy kościół św. Piotra i św. Pawła stoi na terenie dawnego klasztoru założonego przez Ulryka z Cluny.

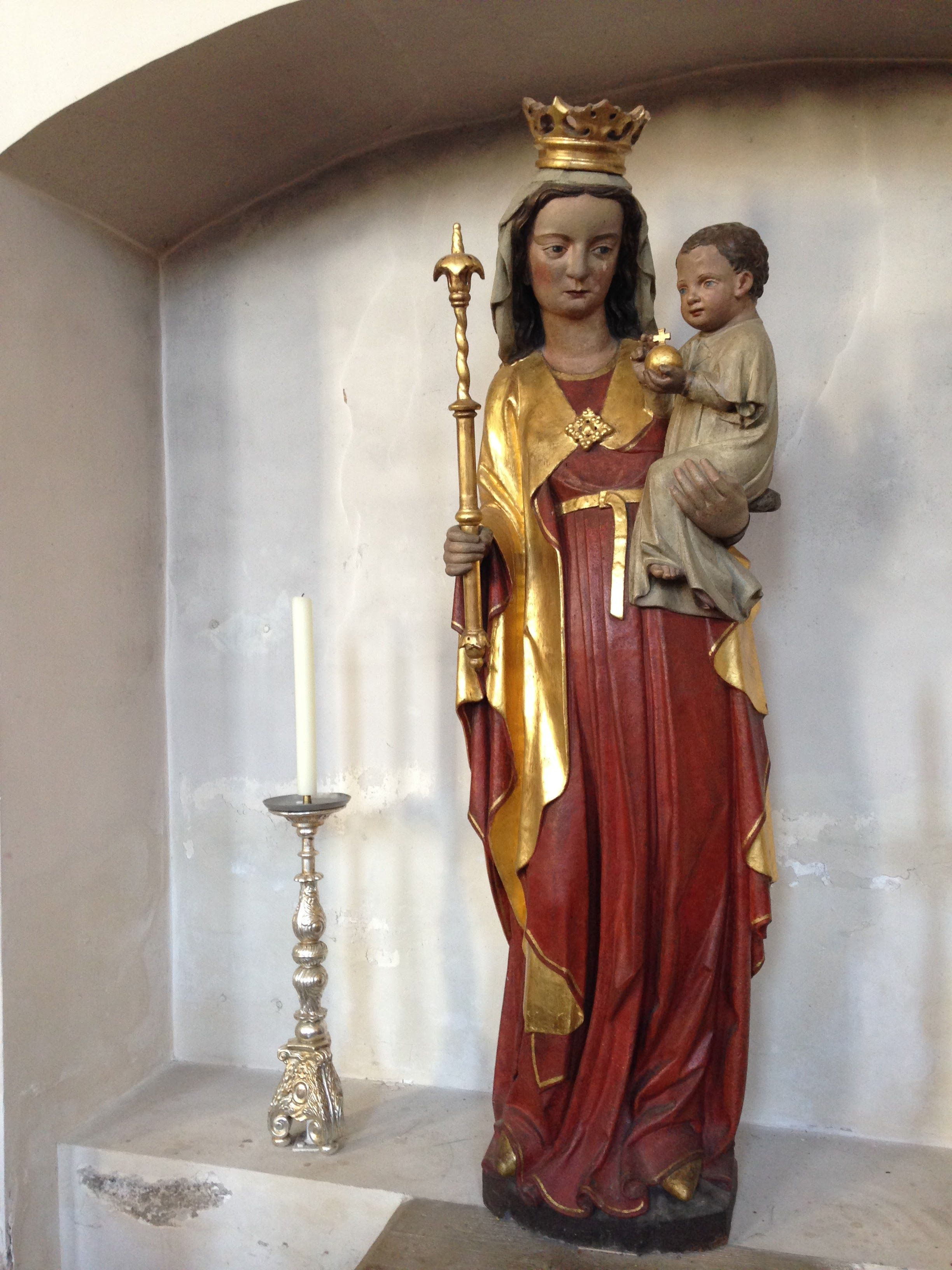
Gotycka Madonna z Dzieciątkiem w kościele św. Piotra i Pawla w St. Ulrich

Inne nadania osób świeckich dla Sankt Gallen w wiekach VIII i IX znajdowały się, z tych najbliższych Bollschweilowi, w Wittnau i Merzhausen w dolinie Hexental, ale głównie na Schönbergu. Z dokumentu z 859 r. wiadomo, że w górnych partiach doliny Möhlintal istniała sanktgalleńska placówka na niewielkim, wykarczowanym przez mnichów terenie zwanym Zell, Zelle lub Wilmarszell. Te grunty przeor Grimald wymienił z lokalnym właścicielem ziemskim o imieniu Toto na „cztery morgi pola w Wittnau i winnicę w Au”. Potwierdzający tę transakcję wymiany dokument, datowany na 4 kwietnia 859 r., odnosi się po raz pierwszy do terenu, który później stał się częścią Bollschweilu. Nie zachowały się przekazy pisemne wyjaśniające, w jaki sposób Zelle przeszła dalej na własność biskupstwa z siedzibą w Bazylei.
W 1087 r. biskup Burkard przekazał te tereny w zamian za posiadłość w Biengen i włókę pola w Ambringen klasztorowi w Cluny, reprezentowanemu przez Ulryka, przeora domu klasztornego w Grüningen pod Tunibergiem. Ulryk przeniósł to przeorstwo do Zelle i w tym samym roku zaczął rozbudowywać podlegający kluniackiej kongregacji klasztor pod wezwaniem św. Piotra. Od początku mnisi Ulryka borykali się z materialnym niedostatkiem, znacznie spowalniającym budowę właściwego klasztoru, oraz z nieskrywaną niechęcią mieszkańców okolicznych wiosek. Skąpe teksty źródłowe wspominają o założeniu przez Ulryka około roku 1090 w leżącej u wylotu doliny Möhlintal wiosce Bollschweil benedyktyńskiego domu klasztornego dla kobiet różnego stanu i wieku, które pragnęły poddać się kluniackiej regule klasztornej. Wzorcem tego założenia miał być klasztor żeński w Marcigny (gdzie Ulryk był parę lat duszpasterzem), który – dalej za wzorem kluniackim – miał wraz ze swoimi pochodzącymi z darów majątkiem i kościołem podlegać męskiemu klasztorowi w Zell. W 1115 r. na mocy aktu wydanego przez opata Cluny benedyktynki zostały przeniesione z Bollschweilu na pochodzący z darowizny teren w pobliskiej wsi Sölden i miały odtąd – formalnie odłączone od klasztoru w Zell – podlegać bezpośrednio opactwu kluniackiemu. Ulryk zmarł w Zell prawdopodobnie w 1093 r. i został pogrzebany na przyklasztornym cmentarzu w obrębie klauzury. Wkrótce jednak (dokładna data nie jest znana) na prośbę opata Cluny Hugona przeniesiono jego doczesne szczątki do klasztornego oratorium i złożono przed głównym ołtarzem; z czasem rozwinął się tam lokalny kult jego osoby jako świętego.
Powstanie na przełomie XI i XII w. w południowej części Hexental dwóch kluniackich założeń klasztornych „o wielce obiecujących początkach” tworzyło przeciwwagę dla wpływów sankgalleńskich wokół Schönbergu. Te zresztą skupiały się coraz bardziej wokół Ebringen po jego zachodniej stronie, podczas gdy od końcówki XI w. w dolinie Hexental dobitniejszą rolę odgrywali poprzez swoich wasali i ministeriałów Zähringowie. Pod względem majątkowym zostali oni jednak zdominowani przez ród Snewlinów – będących jednym z najznakomitszych przedstawicieli średniowiecznego fryburskiego patrycjatu.

### Do końca średniowiecza

#### St. Ulrich

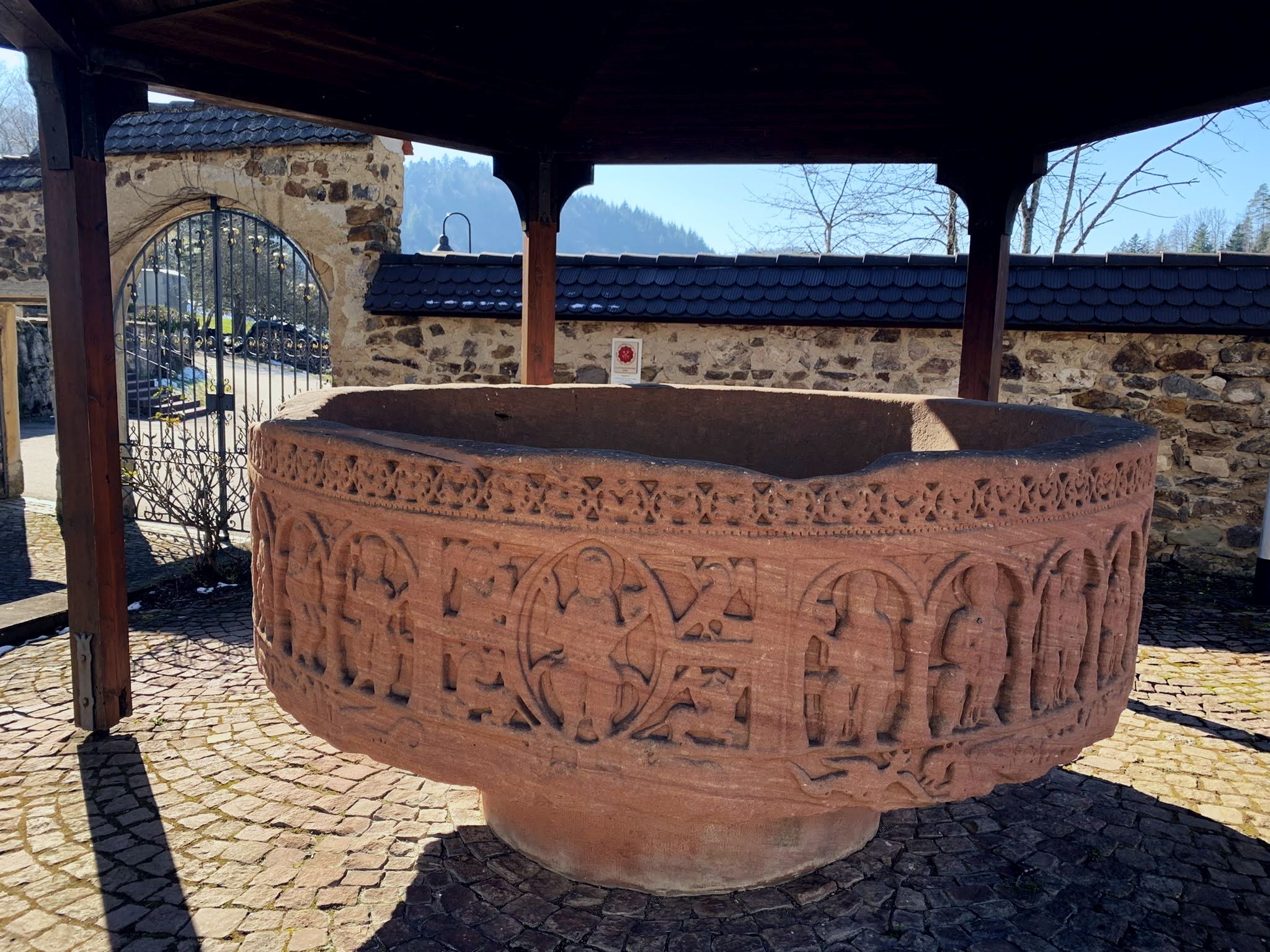
Kamienna misa (prawdopodobnie chrzcielnica) z założonego przez Ulryka z Cluny klasztoru pod wezwaniem św. Piotra w dolinie Möhlintal

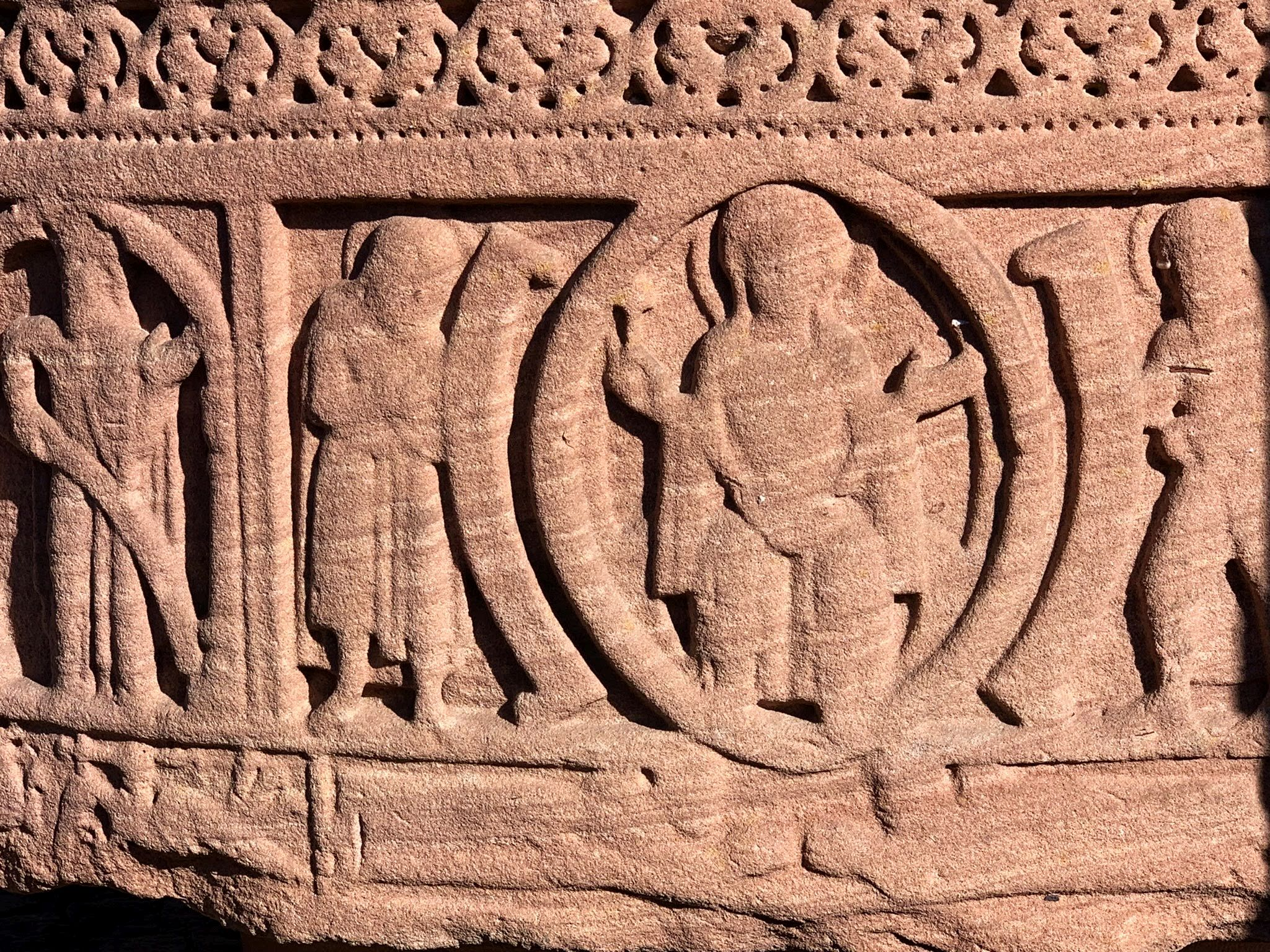
Madonna na tronie ukazana w mandorli, detal chrzcielnicy z dawnego klasztoru w St. Ulrich

Akt wymiany gruntów z 1087 r. pomiędzy diecezją bazylejską a opactwem w Cluny, stanowiący podstawę własności nowo założonego przez Ulryka z Cluny zgromadzenia klasztornego w Zell w górnych piętrach doliny rzeki Möhlin, był w kolejnych dekadach poświadczany przez lokalnych władców i papieży. Na przełomie XI i XII w. zwierzchnictwo wójtowskie nad klasztorem św. Piotra przeszło z rąk grafów Nimburga (Grafen von Nimburg) na biskupstwo strasburskie, by w 1325 r. znaleźć się w rękach fryburskiego grafa Konrada; wraz z przejściem Fryburga pod panowanie austriackie także klasztor w Zell znalazł się pod zwierzchnictwem Habsburgów i pozostał w rękach wójtów z Austrii Przedniej aż do połowy XVI w., tj. przejęcia go przez klasztor św. Jerzego w Schwarzwaldzie. Na temat pierwszych zabudowań klasztornych i kościoła nie zachowały się żadne pisemne świadectwa, a jedynymi materialnymi pozostałościami, zachowanymi do dziś, są gotycka figura Madonny z Dzieciątkiem, kamienna rzeźba prawdopodobnie z warsztatu strasburskich mistrzów pracujących przy budowie fryburskiej katedry, oraz ogromna misa z czerwonego piaskowca (średnicy 2,60 m i wysokości 72 cm), mająca według wcześniejszych przekazów być częścią fontanny w ogrodzie przyklasztornym, której jednak pochodzenie i przeznaczenie pozostają niewyjaśnione. Formy rzeźbiarskie wokół zewnętrznej ściany misy mogą wskazywać na XI-wiecznego mistrza burgundzkiego bądź alzackiego, a jej przeznaczenie na cele religijne, stąd określana jest jako chrzcielnica (Taufstein), co stałoby jednak w sprzeczności z przypuszczeniem, że w XII w. w okolicy klasztoru w Zelle zapewne nie było dzieci do chrzczenia. Według sprawozdań kluniackich wizytatorów w latach 1269–1312 klasztor zamieszkiwało, oprócz przeora, 4 do 7 zakonników. Od końca lat 30. XIV w. klasztor i dobra wokół niego pojawiają się pod nazwą sant Ulrich in dem Swartzwalde. Do końca XV w. wielokrotne pożary zniszczyły oryginalną zabudowę i w 1544 r. ostatni mnisi kluniaccy opuścili St. Ulrich; odbudowa klasztoru rozpoczęła się wraz z przejęciem go w 1560 r. (po paroletnim zwierzchnictwie sprawowanym przez opata klasztoru św. Jerzego w Schwarzwaldzie) przez opactwo św. Piotra w Schwarzwaldzie.

#### Birchiburg

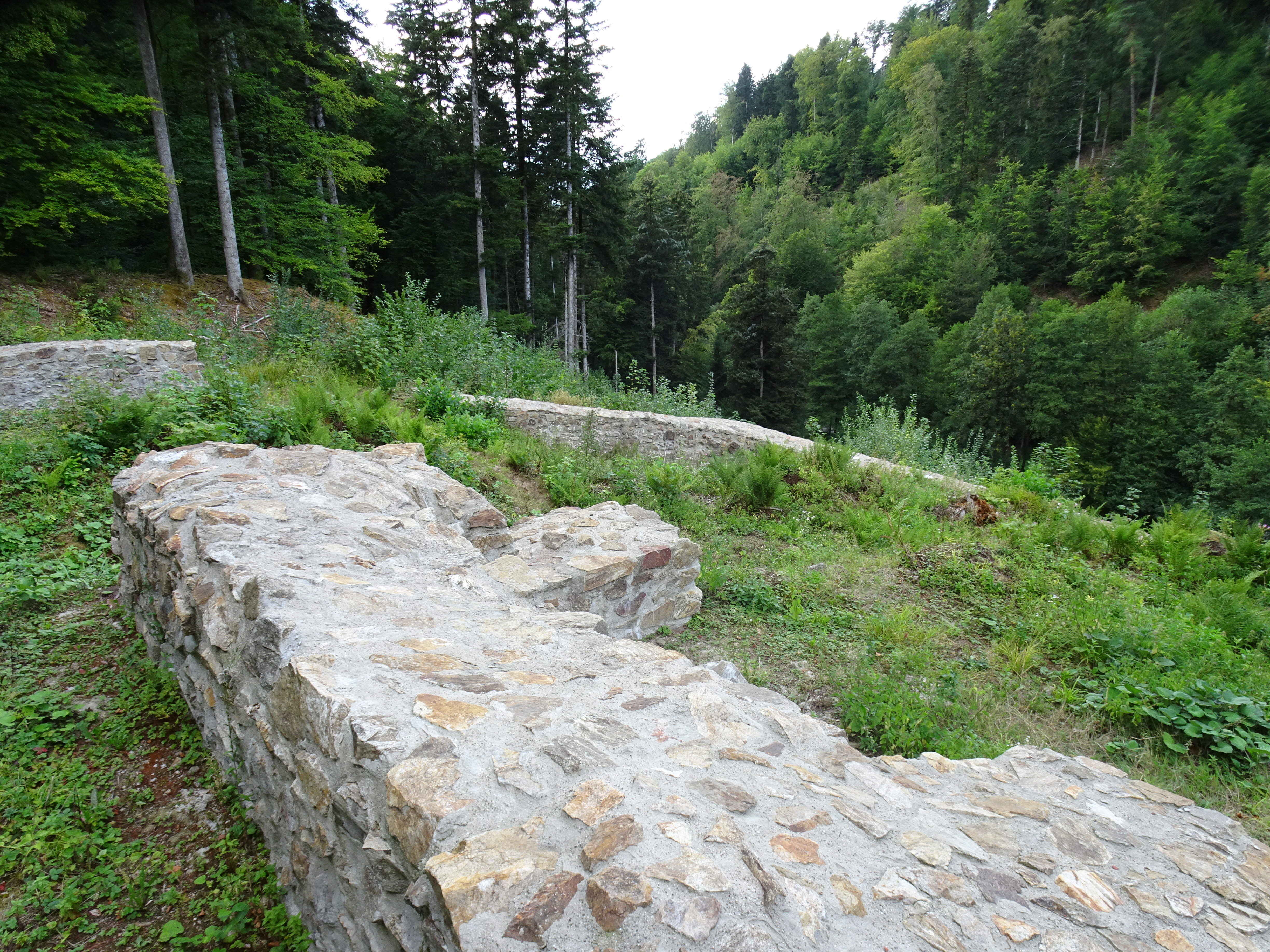
Odrestaurowane pozostałości murów zamku Birchiburg (XIV w.) na stoku Birknebergu

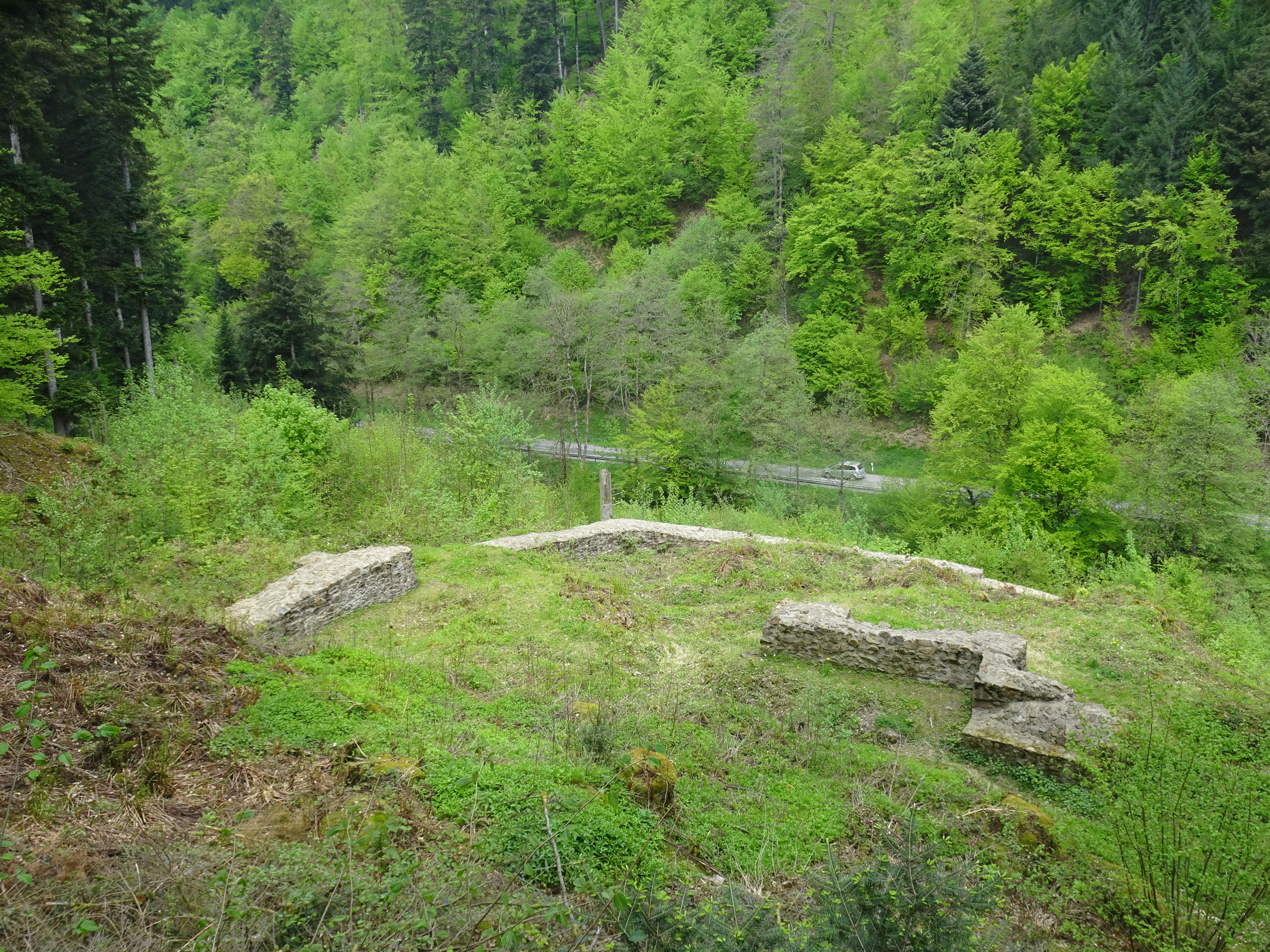
Częściowo odbudowane fundamenty zabudowań zamku Birchiburg, w dole niewidoczna Möhlin i droga do St. Ulrich

Do rodziny Snewlin Bernlapp należały też okolice wzgórza Birkenberg w Möhlintal, do których linia męska rodu dziedziczyła lenne prawo (Mannlehen) wspomniane w intercyzie Konrada Snewlina z 1291 r., uzyskane prawdopodobnie od diecezji strasburskiej. W skład tych włości weszły w kolejnych dekadach obronny dom mieszkalny, rozsiane po okolicy sztolnie, gdzie wydobywano rudy metali, kuźnice i inne związane z wytopem (głównie srebra) warsztaty, a także zabudowania mieszkalne gwarków, którzy wraz z rodzinami tworzyli społeczność liczącą kilka setek ludzi. Testament sporządzony w 1347 r. przez Johannesa Snewlina (o przezwisku der Gresser) wymienia zamek (dom obronny) Burg Birchiberg, który był zarówno miejscem zamieszkania Snewlina, właściciela tego terenu przemysłowego, jak i ośrodkiem, skąd nadzorowano prace wydobywcze, hutnicze, transportowe itd. Niczego dokładnego nie wiadomo na temat wysokości zysków Snewlinów z produkcji srebra na Birkenbergu, jedynie znaczne rozmiary hałd świadczą o intensywnej działalności wydobywczej. Opracowanie G. Goldenberga i M. Fröhlicha (2013) wymienia dokument z 1329 r. oddający Snewlinowi Bernlappowi w lenno kopalnie srebra ze Birchiberg. Natomiast H. Nehlsen w swojej monografii rodu Snewlinów (1967) mówi, że nieznany jest żaden dokument przyznający Snewlinom prawo do prowadzenia działalności górniczej i hutniczej, a nominalnymi dysponentami regali górniczych byli grafowie Fryburga, choć ci nie byli w stanie wszędzie swych praw dochodzić i przez całe dekady egzekwowanie tego przywileju było ignorowane.
Po tym, jak w 1368 r. Fryburg Bryzgowijski przeszedł dobrowolnie pod panowanie austriackich Habsburgów i po przystąpieniu przez Leopolda III do konwencji monetarnej, zawartej w Szafuzie w 1377 r., sytuacja się zmieniła. Bryzgowijskie strony tej konwencji – miasta Fryburg, Breisach i Neuenburg nad Renem, gdzie mieściły się mennice – były, jak się przypuszcza, wrogo nastawione do Snewlinów, którzy handlowali srebrem we własnym zakresie, według własnych stawek i z pominięciem reguł konwencji, która zabraniała np. wywozu srebra i srebrnych monet. Pod koniec lat 70. XIV w. (prawdopodobnie w 1378-1379 r.) miały miejsce z nakazu austriackiego landwójta Bryzgowii Waltera von der Dicke, jak podaje dokument z 1385 r., napaść oddziału obywateli tych trzech miast na zamek Birchiburg i jego całkowite zniszczenie. Na ruinach odbudowano co prawda dom mieszkalny, bez murów obronnych, i cały teren pozostał własnością Snewlinów, ale działalności górniczej we wcześniejszym wymiarze nie wznowiono; według świadectw archeologicznych ustała ona w połowie XV w. Opuszczony zamkowy dom popadł w ruinę, a cały teren z czasem zarósł lasem, tak że na całe wieki przepadła nawet wiedza co do jego lokalizacji.

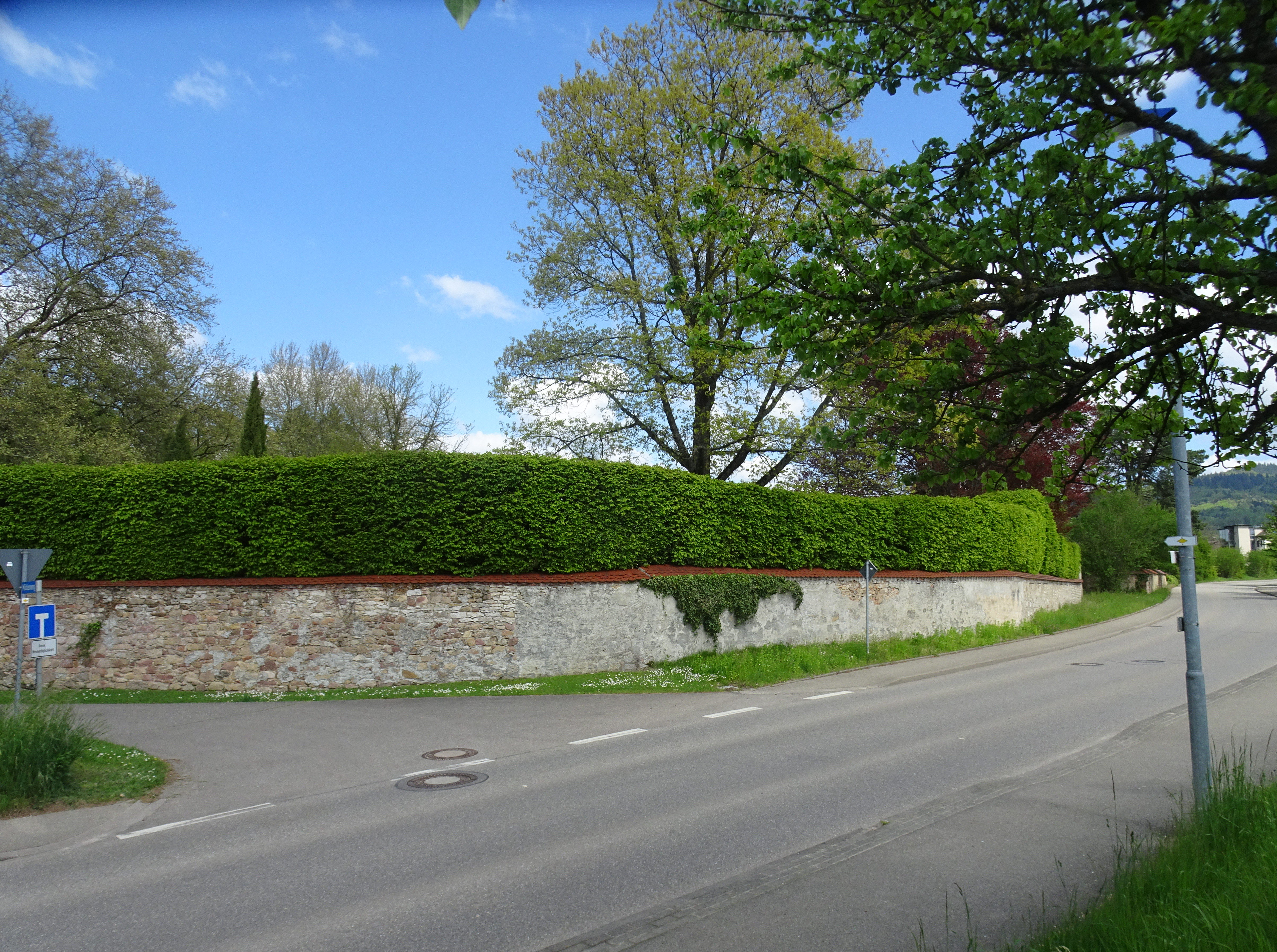
Mur otaczający od południa ogród barokowego pałacyku – przebieg obecnej ulicy Hexentalstrasse zbliżony jest do linii fosy wokół pierwszego (XIV-XVI w.) zamku w Bollschweil

#### Bollschweil
Klasztor pod wezwaniem św. Piotra w Zell był właścicielem dóbr w Bollschweilu, nie tylko tych wcześniej zajmowanych przez benedyktynki, ale i zarządzającego wsią folwarku i kościoła (Haupthof mit Kirche). Prawa wójta kościelnego samego klasztoru zmieniały kilkakrotnie właścicieli, by w XIII w. wejść w posiadanie fryburskiego rodu von Urach (od ok. 1230 r. tytułującego się Grafen von Freiburg), a wójtami folwarku w dolinie (Fronhof zu Bollschweil) byli panowie Staufen (Herren von Staufen), ministeriałowie Zähringów. Z dokumentu z 1316 r. wynika, że panowie Staufen odsprzedali lub oddali w zastaw swoje prawa do Bollschweilu (w tym zarząd folwarkiem) członkowi rozległego rodu Snewlin. Wedle intercyzy (i równoczesnej oprawy wdowiej) z 1291 r. Konrad Snewlin Bernlapp dysponował w co najmniej drugim pokoleniu prawami do dóbr w Bollschweil – allem dem gute, so er ze Bolzwiler het. O tym, że do tych dóbr należała też umocniona budowla (hus zu Bolswiler), mówi dokument z 1303 r. i wedle analizy tekstu chodzi tu o budowlę obronną, zamek (Burg). Ponadto Snewlin Bernlapp posiadał we wsi folwark, ale niejasnym pozostaje, czy był to ten sam, którym zarządzał jako własnością klasztoru St. Ulrich. Księga dworska (Hofrodel) z sierpnia 1316 r. wymienia Snewlina Bernlappa jako wójta Bollschweilu (ein voget ze Bolßwiler); tego Snewlina dotyczy też zapis w dokumencie z 1325 r. dotyczącym finansów klasztoru w Zell.
Stosunki własności zmieniły się w 1371 r., kiedy klasztor był, według zapisu w księdze dworskiej, zmuszony odsprzedać folwark z wszelkimi przynależnościami za cenę 50 Silbermark und 15 Pfund Pfennig Konradowi Snewlin Bernlapp (formalnie w tym czasie wójtem był jego brat Dietrich). Od tego momentu przez kolejnych pięć kolejnych stuleci dzieje Bollschweilu związane są z rodem Snewlin Bernlapp, od XVII w. – baronami von Bollschweil (Freiherren von Bollschweil). Snewlinowie tworzyli bardzo rozgałęziony ród (wymienianych jest 14 jego gałęzi), jeden z najstarszych i najbardziej wpływowych we Fryburgu, obecny w całej niemal średniowiecznej Bryzgowii. Jak podaje monografia Nehlsena, Snewlinowie należeli też do najbogatszych właścicieli ziemskich w tym regionie, a to, że i dobra w Bollschweilu musiały należeć do bardzo cennych, wynika z podanego przez Nehlsena porównania ówczesnych cen, gdzie np. pół domu w obrębie samego Fryburga kosztowało 10 Pfund Pfennig, czyli ok. 3 ⅓ Silbermark, a dobra w Bollschweilu – 50 Silbermark und 15 Pfund Pfennig. Dokument z 1444 r. wystawiony w imieniu austriackiego księcia Albrechta poświadcza prawa rodu Snewlin Bernlapp do dóbr lennych w Bollschweilu, w tym zamku (Bolswiler das sloss), wraz z obwodem sądowniczym (Dinghof) w Wittnau, do którego należały, i dalszymi przynależnościami. Jako właściciel tych rozległych dóbr lennych został w styczniu i ponownie w maju 1472 r. poświadczony przez austriackiego księcia Zygmunta Hans Snewlin Bernlapp. Otoczony fosą zamek (Wasserschloß) został splądrowany i zniszczony w 1525 r. w trakcie powstań chłopskich. Leksykon Kolba z 1813 r. podaje: „Niedaleko wsi, jeszcze kilka lat temu, widoczne były ruiny starego zamku otoczonego fosą”. Współczesna ulica Hexentalstrasse prowadzi na krótkim odcinku wzdłuż linii, którą wyznaczała średniowieczna fosa. W miejscu wcześniejszego zamku stanął w XVIII w. barokowy pałacyk.